# Ville métropolitaine de Reggio de Calabre
La ville métropolitaine de Reggio de Calabre (en italien : città metropolitana di Reggio Calabria) est une ville métropolitaine italienne située dans la région de la Calabre, dont le chef-lieu est Reggio de Calabre. Elle compte 515 224 habitants et remplace la province de Reggio de Calabre depuis juin 2016.

## Géographie

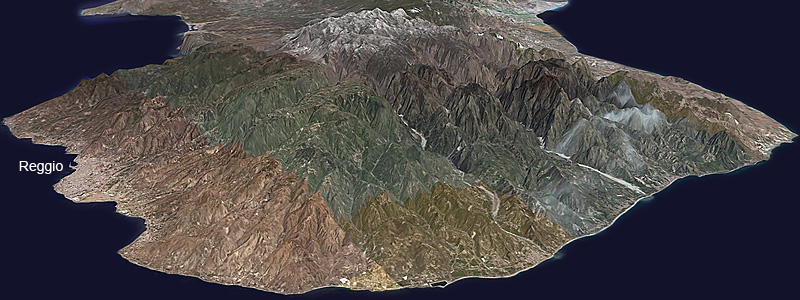
Vue satellite de la ville métropolitaine de Reggio de Calabre.

### Topographie
La géographie de la ville métropolitaine, compte tenu de son extension territoriale de 3 183 km2, est caractérisée par une grande variété environnementale et paysagère. Il s'agit de l'unité administrative supra-municipale la plus méridionale de la péninsule italienne, constituant la pointe de la « botte » et située au centre exact de la mer Méditerranée ; d'ouest en est, elle s'étend le long de la mer Tyrrhénienne à la mer Ionienne entre Rosarno et la punta Stilo sur environ 220 km.
Le territoire métropolitain est très affecté par l'orographie du massif de l'Aspromonte, composé de deux versants principaux séparés par les hautes montagnes centrales : le versant ionien, au sud et à l'est, caractérisé par des côtes basses ; le versant tyrrhénien, au nord et à l'ouest, dont les côtes sont plus élevées.
L'Aspromonte (point culminant : 1 956 m) et son parc national, répartis sur 37 communes, sont intégralement inclus dans la ville métropolitaine de Reggio. De nombreux torrents et des fiumare prennent leur source dans la montagne ; les plus importants sont l'Amendolea, le Calopinace et le Torbido. Un barrage a récemment été construit sur le Menta, principal affluent de l'Amendolea. La seule plaine du territoire est « a chjàna » (plaine de Gioia), face à la mer Tyrrhénienne au nord.
Au total, la ville métropolitaine de Reggio de Calabre comprend 28 % de la population calabraise et compte 97 communes ; elle s'étend sur 3 183 km2, occupant 21,1 % de la superficie de la Calabre.

### Climat

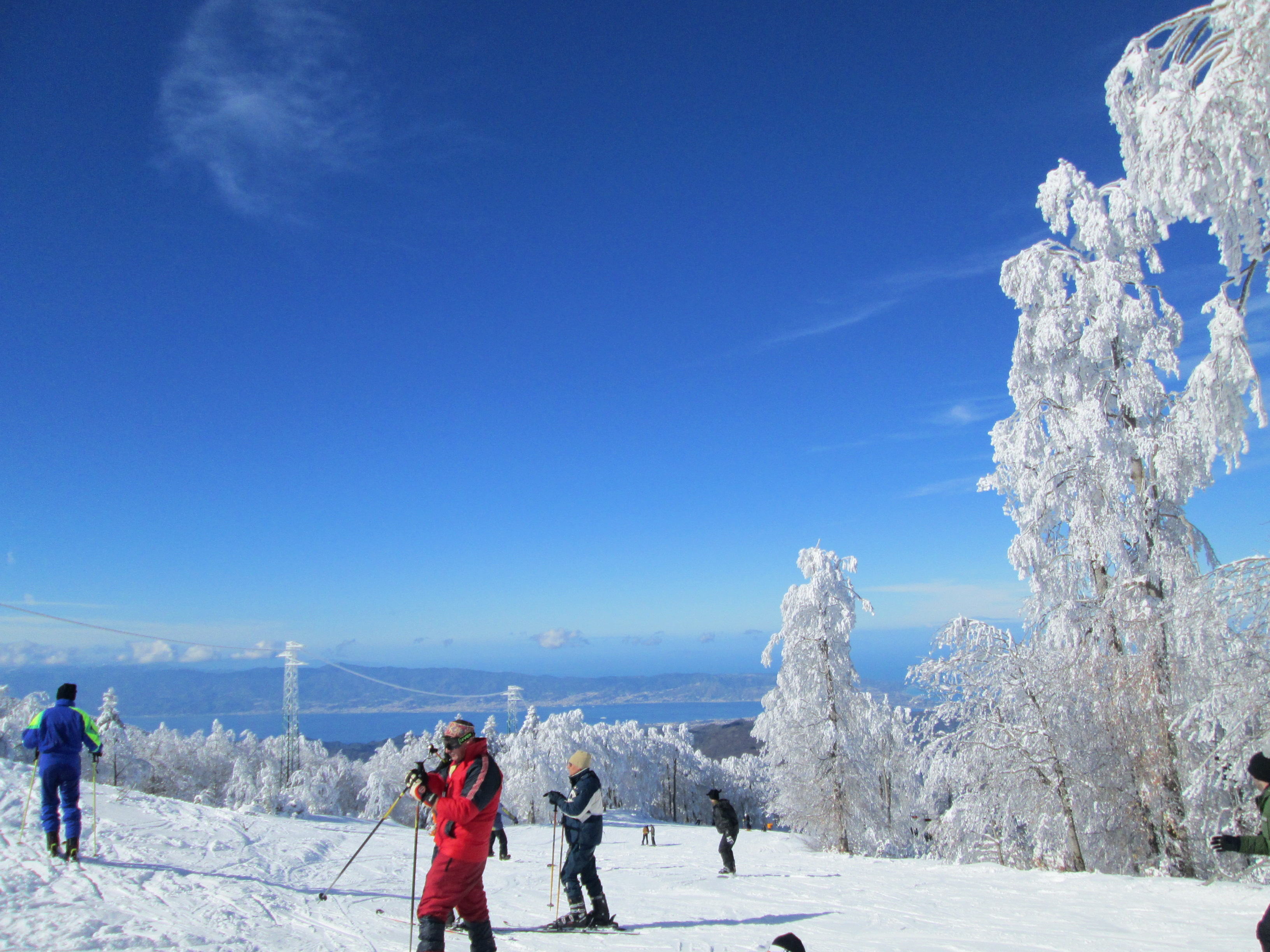
Les pistes de ski de Gambarie sous la neige.

Du point de vue climatique, la ville métropolitaine de Reggio de Calabre appartient entièrement au domaine du climat méditerranéen mais présente quelques spécificités en raison de sa position géographique et de son caractère maritime accentué. Les secteurs élevés et montagneux, qui contiennent des bassins isolés des masses d'air, présentent une multitude de microclimats. Ainsi, dans la métropole, les deux saisons dominantes sont : l'hiver, humide et parfois rigoureux, et l'été, résolument chaud et sec.
Les influences maritimes se font principalement sentir le long des côtes et s'estompent à mesure que l'on avance vers l'intérieur des terres ou dans les montagnes. C'est surtout en hiver que cette différence est véritablement marquée. Alors que sur les côtes, la température moyenne en janvier est de 10 °C, elle n'excède pas 4 °C à l'intérieur des terres voire s'abaisse sous la barre des 0 °C à partir de 1 700 m d'altitude dans l'Aspromonte. Cependant, la présence des montagnes a une influence encore plus significative sur le régime des précipitations ; les plaines littorales arides contrastent assez clairement avec les montagnes aux précipitations abondantes avec, particulièrement sur le versant tyrrhénien, des relevés pluviométriques parmi les plus élevés de la péninsule italienne. En outre, les montagnes ont pour effet de bloquer la circulation des courants humides d'origine atlantique qui stagnent alors sur leur versant ouest, du côté de la mer Tyrrhénienne. Sur l'Aspromonte, on peut même dépasser les 2 000 mm de précipitations par an, surtout concentrées en hiver, ce qui fait de la ville métropolitaine de Reggio l'une des provinces les plus neigeuses du sud de l'Italie. En revanche, toute la bande littorale ionienne, à l'est, ne mesure qu'entre 600 et 1 000 mm par an.

## Histoire
La ville métropolitaine de Reggio de Calabre correspond aux territoires de l'ancienne province de Calabria Ulteriore Prima (également connue sous le nom de Calabria Reggina), créée en 1817 par la division de la Calabre ultérieure en Ulteriore I et Ulteriore II.
La métropole était dans l'Antiquité l'un des cœurs culturels et politiques de la Grande-Grèce, ayant vu de nombreuses poleis fleurir sur son territoire à l'image de Rhêgion, Locri Epizefiri, Kaulon, Medma, Tauriana et Metauria.
En outre, de nombreuses personnalités illustres sont originaires de la ville métropolitaine de Reggio, parmi lesquelles le philosophe Tommaso Campanella, le compositeur Francesco Cilea, Barlaam le Calabrais, archimandrite de Constantinople et mentor de Boccace et de Pétrarque, des musiciens célèbres tels que Mia Martini, Loredana Bertè ou Mino Reitano, le peintre et sculpteur chef de file du mouvement futuriste Umberto Boccioni, l'artiste-peintre Nik Spatari ainsi que le célèbre styliste de renommée mondiale Gianni Versace, ou encore de grands écrivains et journalistes tels que Corrado Alvaro, Leonida Rèpaci et Saverio Strati.

### Chronologie
| 2 000 av. J.-C.       | Débarquement légendaire d'Aschenez, premières implantations urbaines à Reggio |
| 743 av. J.-C.         | Fondation de la cité grecque de Rhêgion (Reggio) à l'emplacement d'un site préexistant nommé Pallantiòn |
| 700 av. J.-C.         | Fondation de Locri Epizefiri |
| 675 av. J.-C.         | Fondation de Kaulon |
| VIIe siècle av. J.-C. | Fondations de Medma (Rosarno) et de Metauria (Gioia Tauro) |
| VIe siècle av. J.-C.  | L'alliance des cités de Rhêgion et Locri Epizefiri vainc celle de Kroton et Kaulon à la bataille de la Sagra |
| 494 av. J.-C.         | Anaxilas prend le pouvoir à Rhêgion en qualité de tyran et occupe Zancle (Messine) afin de contrôler le détroit                                                                                                   |
| -                     | Anaxilas fait fortifier le rocher de Scylla afin de surveiller l'accès au détroit |
| -                     | Rhêgion s'allie avec Carthage |
| 493 av. J.-C.         | Arrivée de réfugiés samiens à Locri Epizefiri |
| 477 av. J.-C.         | Léophron (fils d'Anaxilas) tente d'envahir Locri Epizefiri mais se retire grâce à l'intervention diplomatique de Hiéron Ier de Syracuse, fin de l'alliance entre les deux poleis et chacune s'allie avec Syracuse |
| 476 av. J.-C.         | Mort d'Anaxilas ; son successeur, Micythos, s'allie avec Taras |
| 461 av. J.-C.         | Mort de Micythos, fin de l'alliance entre Rhêgion et Syracuse signée par Anaxilas et Hiéron, les Anaxilides sont évincés du détroit                                                                               |
| 450 av. J.-C.         | Metauria devient un avant-poste de Rhêgion |
| 427 av. J.-C.         | Guerre du Péloponnèse, Rhêgion prend le parti d'Athènes et Locri Epizefiri celui de Sparte |
| 389 av. J.-C.         | Les Lucaniens alliés à Denys l'Ancien (tyran de Syracuse) prennent et détruisent Kaulon |
| 386 av. J.-C.         | Après onze mois de siège, Rhêgion est conquise par Denys l'Ancien |
| 352 av. J.-C.         | Denys le Jeune est exilé de Syracuse et instaure sa propre tyrannie à Locri Epizefiri |
| 341 av. J.-C.         | Rhêgion obtient le statut de cité confédérée de Rome |
| 282 av. J.-C.         | Rhêgion fait alliance avec Rome contre Pyrrhus |
| 280 av. J.-C.         | Locri Epizefiri soutient Pyrrhus |
| 277 av. J.-C.         | L'aristocratie s'empare du pouvoir à Locri Epizefiri et remet la cité au consul romain Publius Cornelius Rufinus                                                                                                  |
| 275 av. J.-C.         | Trahi, Pyrrhus se venge en détruisant Locri Epizefiri |
| 132 av. J.-C.         | Traçage de la Via Popilia pour relier Rome à la civitas foederata de Rhegium |
| 61                    | Saint Paul débarque à Rhegium et y prêche le christianisme |
| 440                   | Fondation de Bova |
| 536                   | Reggio est conquise par Bélisaire et devient byzantine |
| IXe siècle            | Reggio devient la métropole des possessions byzantines en Italie méridionale |
| -                     | Les habitants de l'ancienne Kaulon fondent Stilo et s'y établissent |
| 909                   | Reggio est faite capitale du duché de Calabre |
| 915                   | Les habitants de l'ancienne Locri Epizefiri fondent Gerace et s'y établissent |
| 1060                  | Reggio est conquise par Robert Guiscard et devient la capitale du giustizierato de Calabre sous les Normands |
| 1783                  | Violent séisme qui détruit les villes de Reggio et Messine |
| 1817                  | Création de la province de Calabria Ulteriore Prima ou Calabria Reggina avec Reggio pour chef-lieu, composée des trois districts de Reggio, Palmi et Gerace                                                       |
| 1847                  | Manifestations en faveur du Risorgimento |
| 1860                  | Conquête de Garibaldi |
| -                     | Royaume d'Italie |
| -                     | Mise en place des arrondissements de Reggio, Palmi et Gerace au sein de la province |
| 1908                  | Séisme de Reggio et Messine, le plus catastrophique de l'histoire italienne, on dénombre 130 000 victimes |
| 1927                  | Création du « Grand Reggio », conurbation regroupant Reggio et 14 communes limitrophes |
| 1939                  | Création de l'aéroport de Reggio de Calabre, le seul de la province |
| 1943                  | Bombardement de Reggio et débarquement des Alliés |
| 1946                  | République italienne |
| 1970                  | Institution des régions administratives, le chef-lieu de la Calabre est établi à Catanzaro, ce qui déclenche des protestations dégénérant en émeutes à Reggio                                                     |
| 1974                  | L'autoroute A2 Salerne-Reggio de Calabre, plus vaste chantier réalisé directement par l'État, est achevé |
| 1984                  | Le port de Gioia Tauro, plus vaste port de containers de la Méditerranée, est achevé |
| 1989                  | Création du parc national de l'Aspromonte |
| 1990                  | La RN 682 Gioiosa-Rosarno, qui fait la liaison entre les mers Ionienne et Tyrrhénienne, est achevée |
| Années 1990           | Début du « printemps de Reggio » |
| 2005                  | L'aéroport de Reggio de Calabre se modernise et devient un aéroport international |
| 2009                  | La province de Reggio devient l'une des villes métropolitaines instaurées par l'État |

## Monuments et lieux d'intérêt

### Architecture religieuse
Un grand nombre d'édifices religieux de haute valeur artistique sont présents sur le territoire métropolitain.

#### Reggio de Calabre
- La cathédrale de Reggio.Cathédrale de Reggio de Calabre ;
- Église des Ottimati ;
- Église de la Graziella ;
- Cattolica dei Greci ;

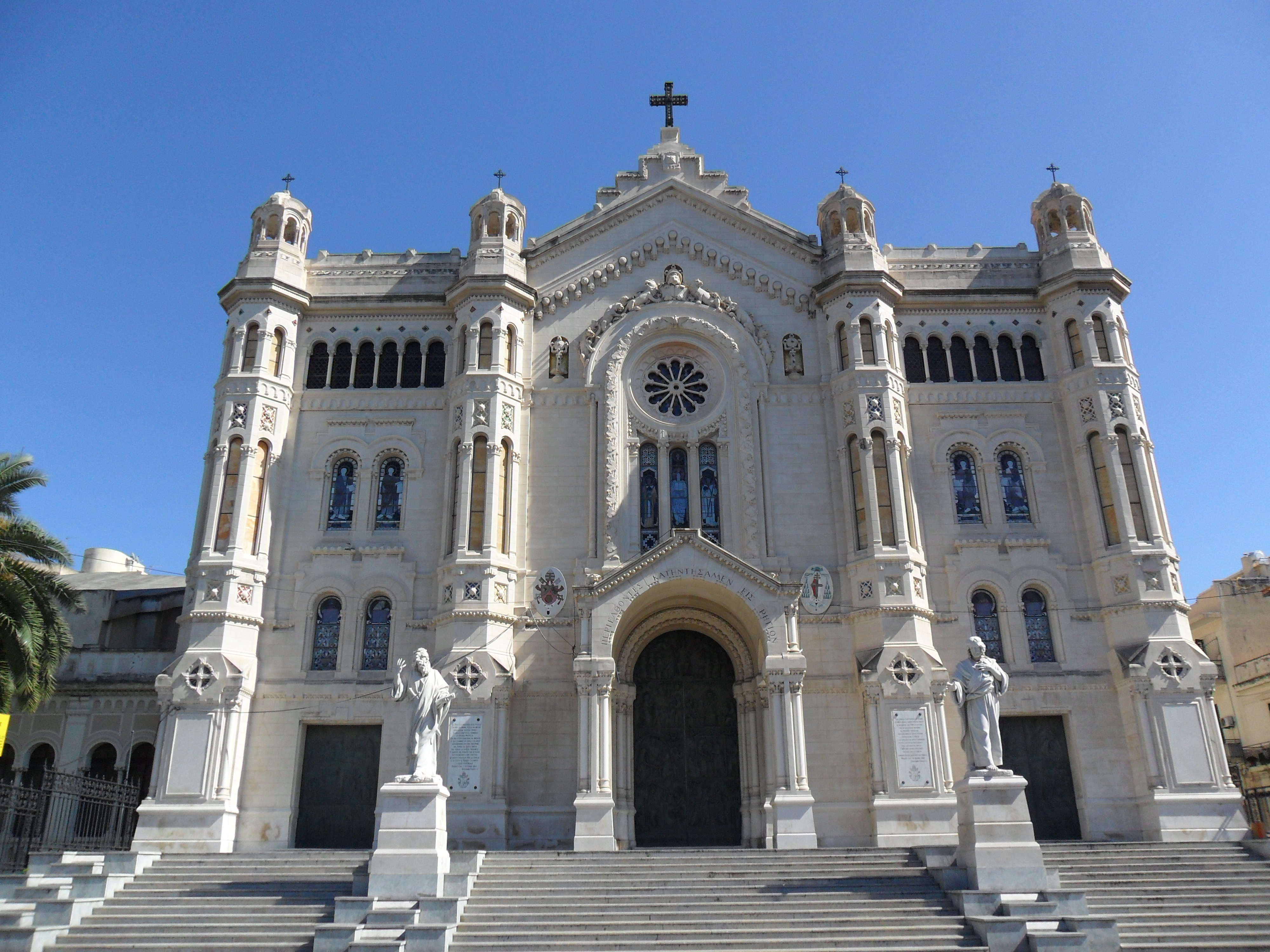
La cathédrale de Reggio.

- Église San Giorgio al Corso (ou tempio della Vittoria, « temple de la Victoire »).

#### Ville métropolitaine

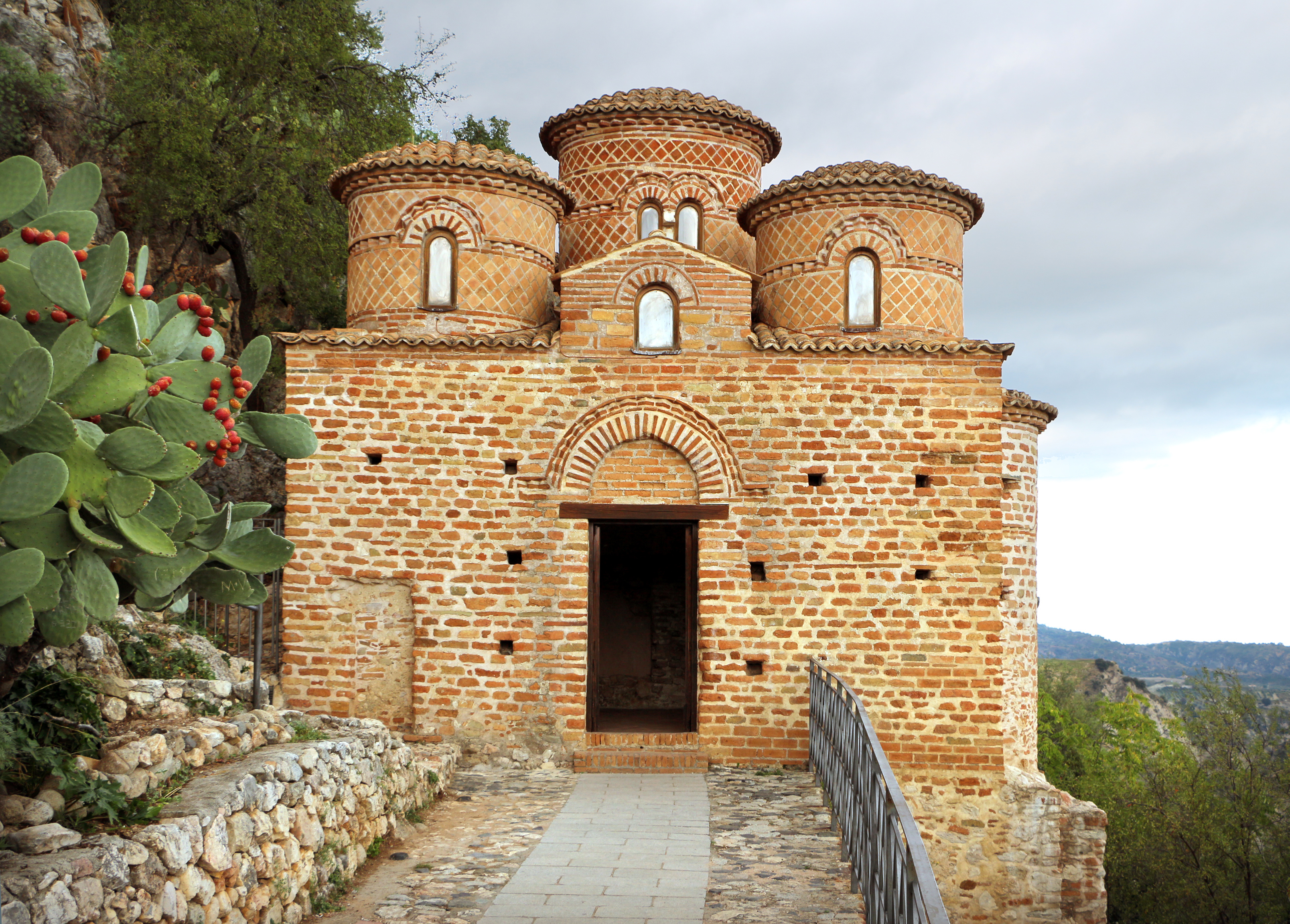
La Cattolica de Stilo.

- Église du Carmel, Bagnara Calabra.La Cattolica de Stilo.Église du Carmel de Bagnara Calabra ;

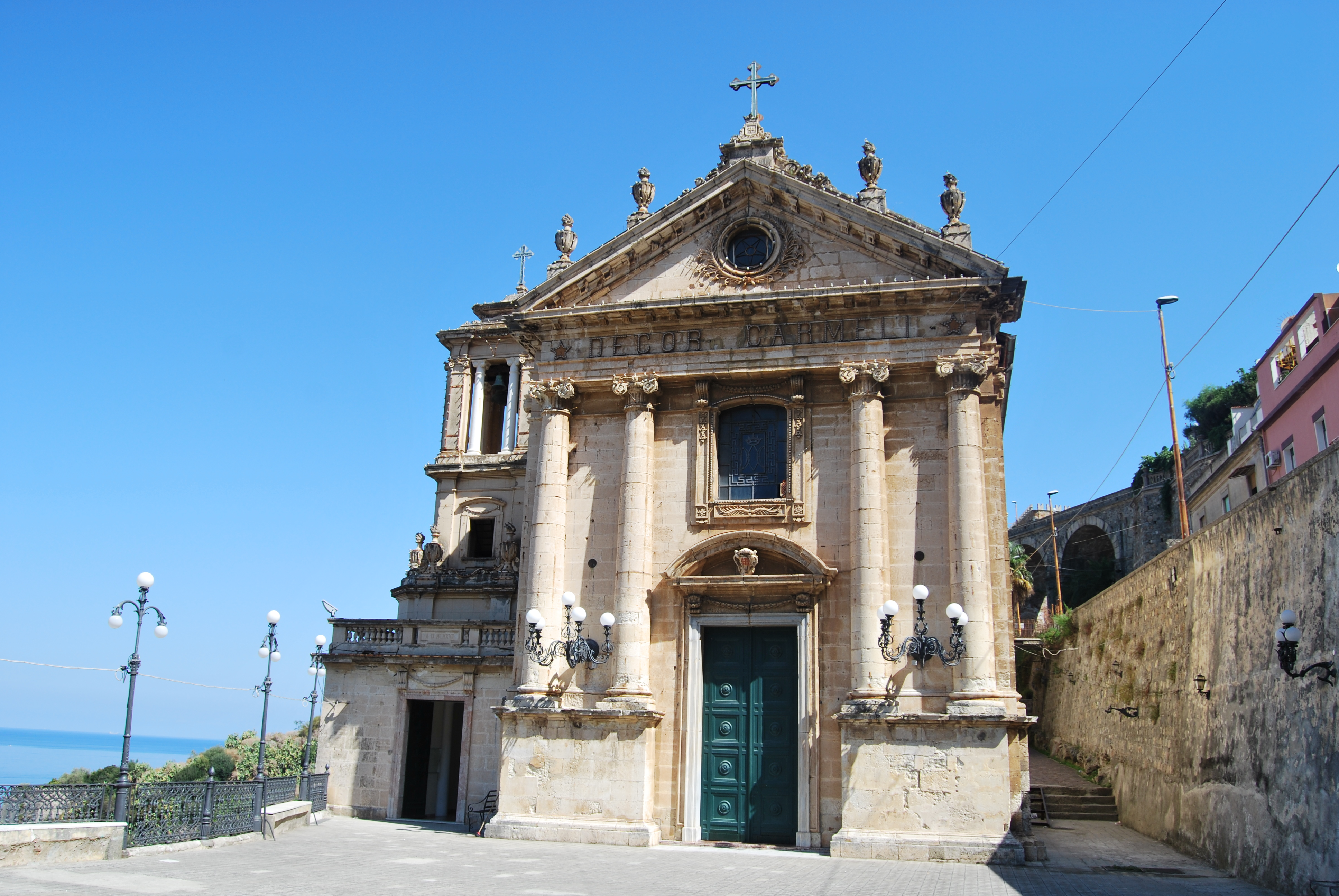
Église du Carmel, Bagnara Calabra.

- Monastère grec-orthodoxe San Giovanni Théristis de Bivongi ;
- Cathédrale Santa Maria dell'Isodia de Bova ;
- Sanctuaire San Leo de Bova ;
- Cathédrale de Gerace ;
- Cathédrale Sant'Ippolito Martire de Gioia Tauro ;
- Église Notre-Dame des Sept Douleurs de Gioiosa Ionica ;
- Cathédrale d'Oppido Mamertina ;
- Cathédrale San Nicola de Palmi ;
- Sanctuaire Maria Santissima del Carmelo de Palmi ;
- Église Maria Santissima del Rosario de Palmi ;
- Église Maria Santissima del Soccorso de Palmi ;
- Ermitage Santa Maria della Stella de Pazzano ;
- Sanctuaire Maria Santissima dell'Itria de Polistena ;
- Église Sant'Anna de Polistena ;
- Sanctuaire de la Madonna di Polsi de San Luca ;
- Basilique-sanctuaire de la Madonna dei Poveri de Seminara ;
- Église San Marco de Seminara ;
- Église Sant'Antonio de Seminara ;
- Église San Michele de Seminara ;
- Cattolica de Stilo.

### Architecture militaire

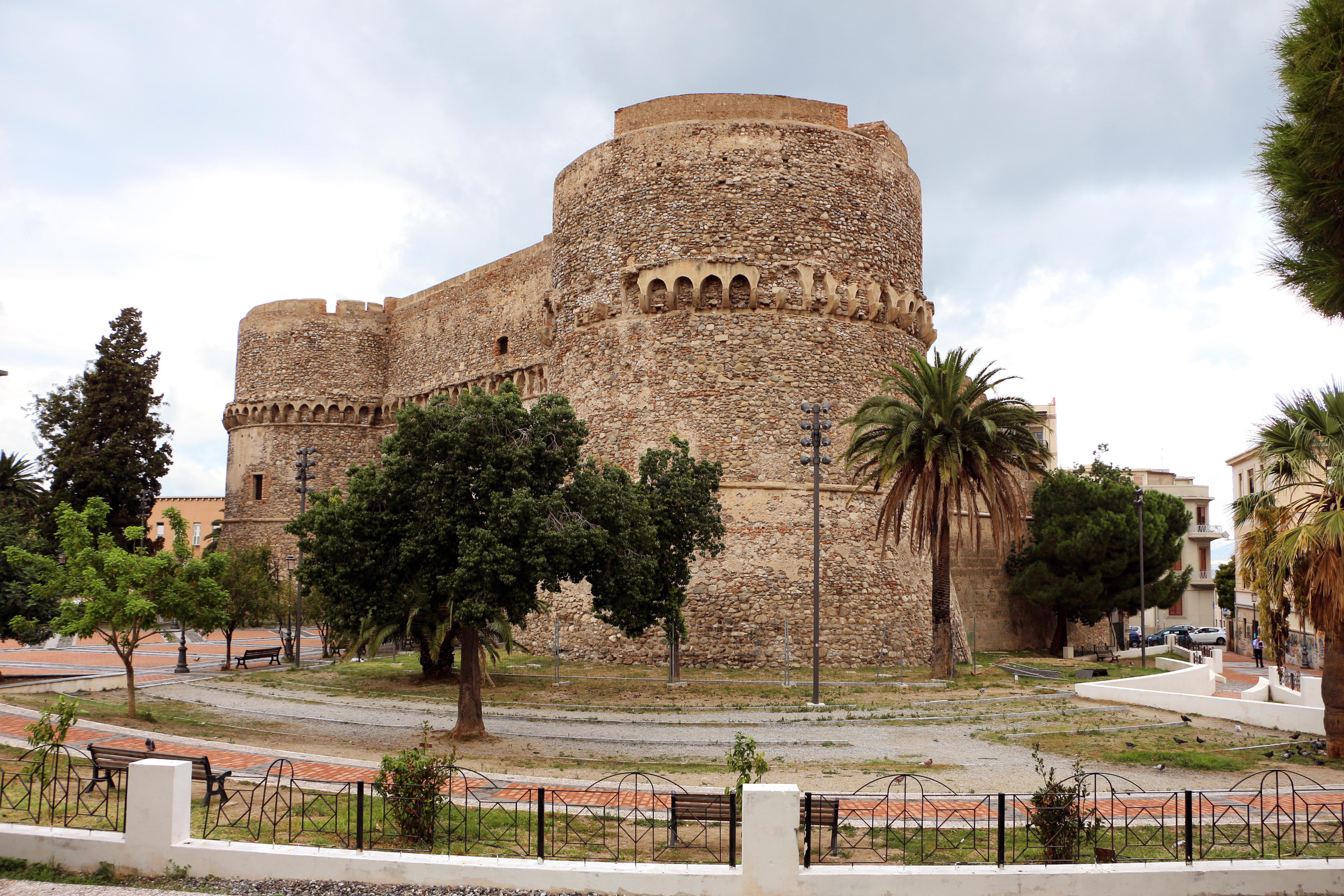
Le château aragonais de Reggio.

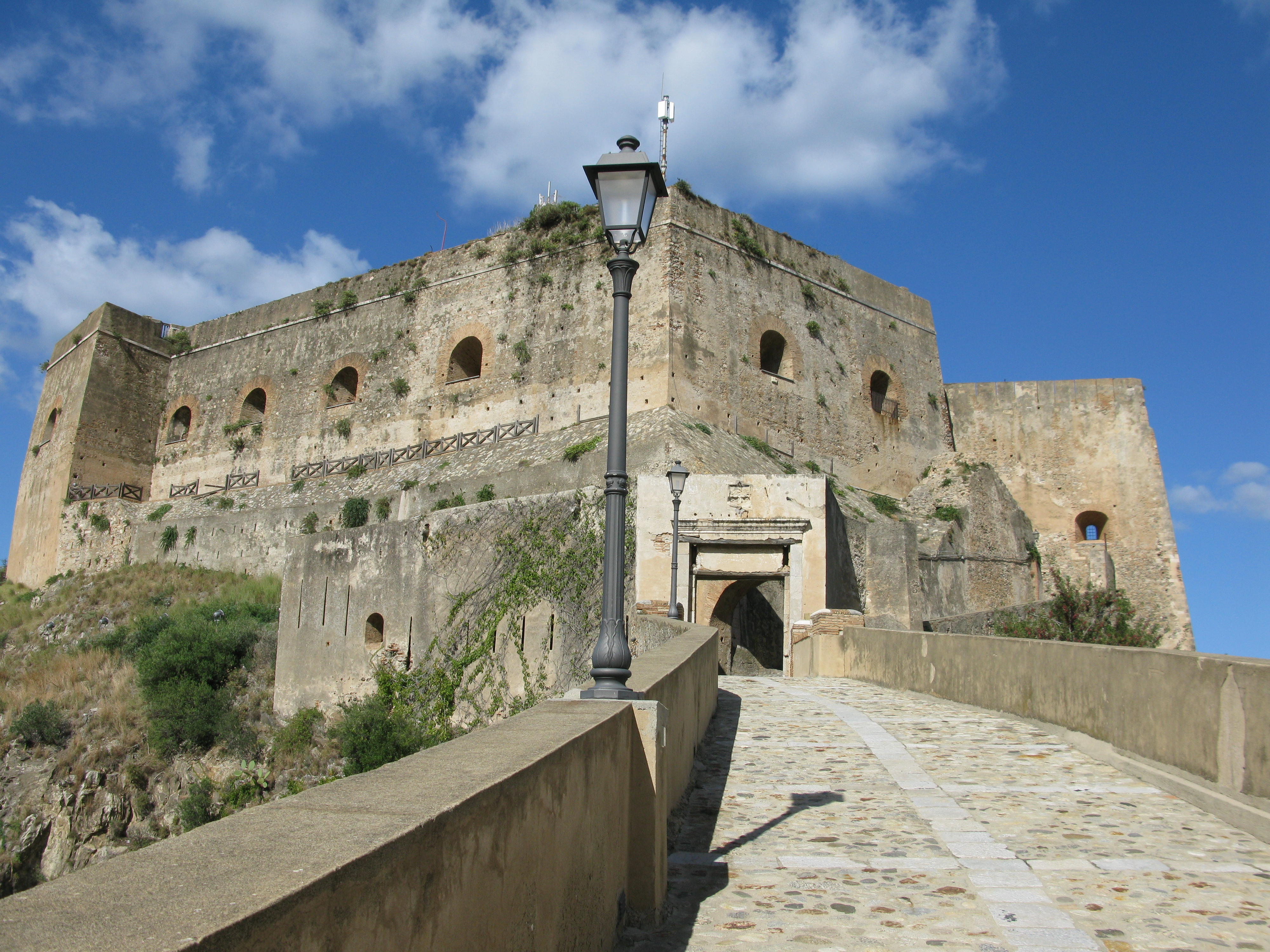
Le château Ruffo de Scilla.

Témoin d'une succession d'invasions et de dominations étrangères au fil des siècles, la ville métropolitaine de Reggio est parsemée d'exemples d'architecture défensive (tours, châteaux, forts) bien conservée, tant au sommet des villages que sur le littoral ou les collines isolées. Du tout début du XIXe siècle, sous Joachim Murat, jusqu'à la Seconde Guerre mondiale, des batteries côtières sont édifiées pour maîtriser le détroit.
- Château aragonais de Reggio de Calabre ;
- Château Ruffo d'Amendolea ;
- Château Ruffo de Bagnara Calabra ;
- Château de Condojanni de Sant'Ilario dello Ionio ;
- Château normand de Gerace ;
- Château Pellicano de Gioiosa Ionica ;
- Château de Monasterace, dans la ville du même nom ;
- Château de Sant'Aniceto de Motta San Giovanni ;
- Château de San Giorgio Morgeto, dans la ville du même nom ;
- Château Ruffo de Scilla ;
- Château de Stilo, dans la ville du même nom.

### Sites archéologiques

#### Reggio de Calabre

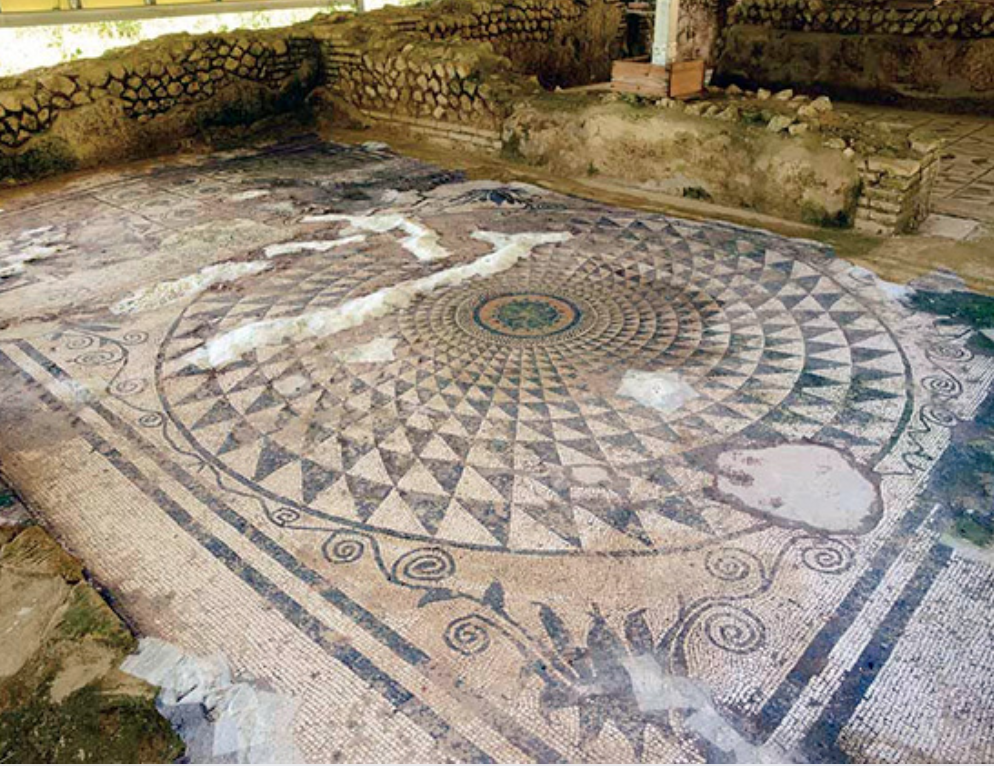
Mosaïque de la villa du Naniglio, Gioiosa Ionica.

- Portion des anciens murs de Rhêgion sur le bord de mer.Mosaïque de la villa du Naniglio, Gioiosa Ionica.Aires sacrées : parc archéologique Griso-Labocetta, sanctuaire du palais de la Préfecture (Ve siècle av. J.-C.), aire sacrée du littoral, temple dédié à Athéna sous le bord de mer ;

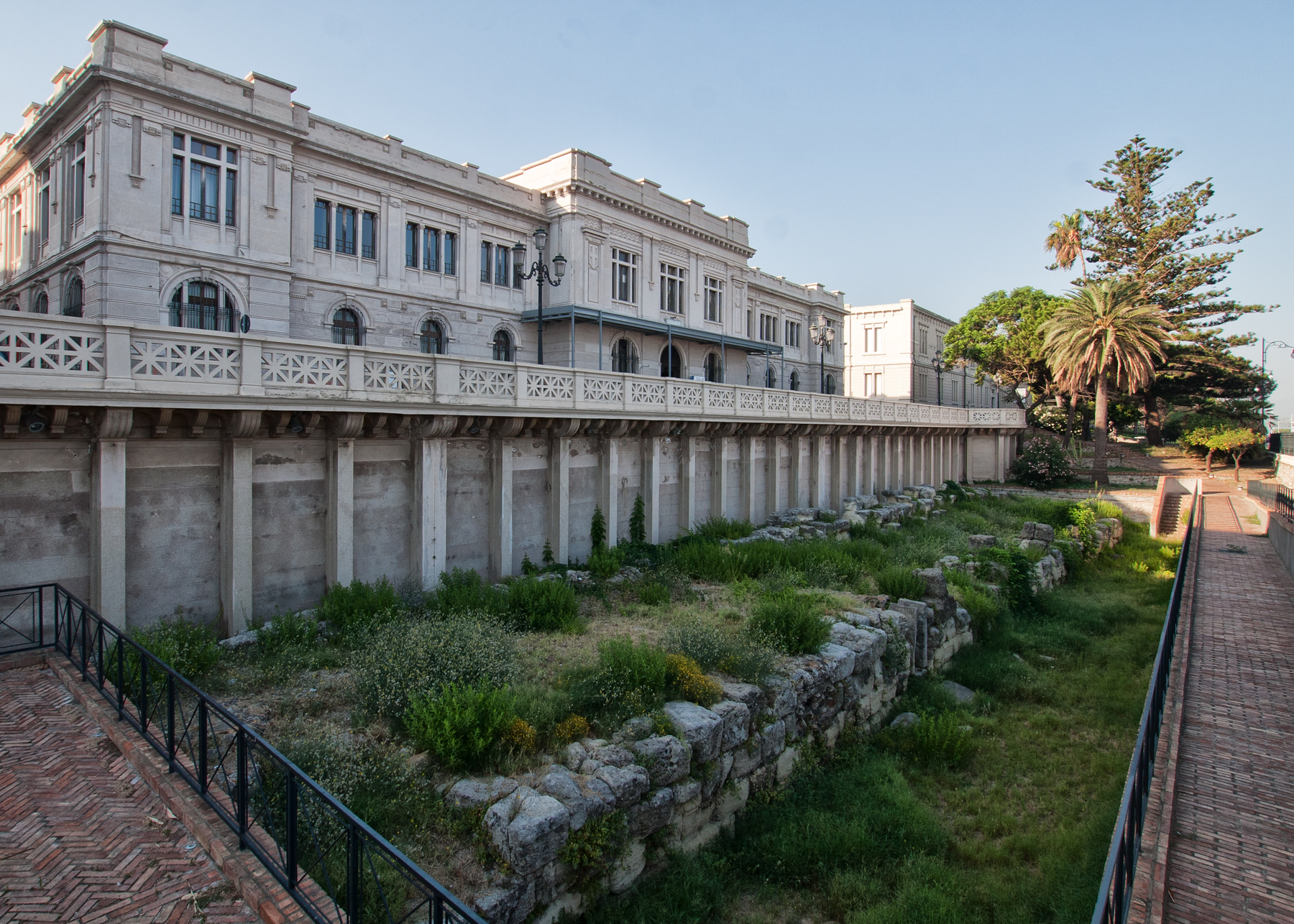
Portion des anciens murs de Rhêgion sur le bord de mer.

- Nécropoles : nécropole souterraine du musée, nécropole gréco-romaine de Santa Caterina, tombe hellénistique sur la via Demetrio Tripepi (IIIe siècle av. J.-C.) ;
- Lieux publics : fouilles sous la piazza Italia (probablement l'ancienne agora), acropole sur la colline du Trabocchetto, bouleutérion de Rhêgion, théâtre sous le sanctuaire San Paolo, thermes romains du lungomare Falcomatà ;
- Murs de la cité grecque : fragments sur le lungomare Falcomatà (IVe siècle av. J.-C.) et sur la colline du Trabocchetto (Ve et IVe siècles av. J.-C.) ;
- Fouilles sous la piazza Garibaldi (commencées en 2016) où l'on a retrouvé amphores, céramiques et pièces de monnaie ;
- Columna Rhegina, phare éclairant le détroit à 15 km au nord du centre de Reggio et temple de Poséidon.

#### Ville métropolitaine

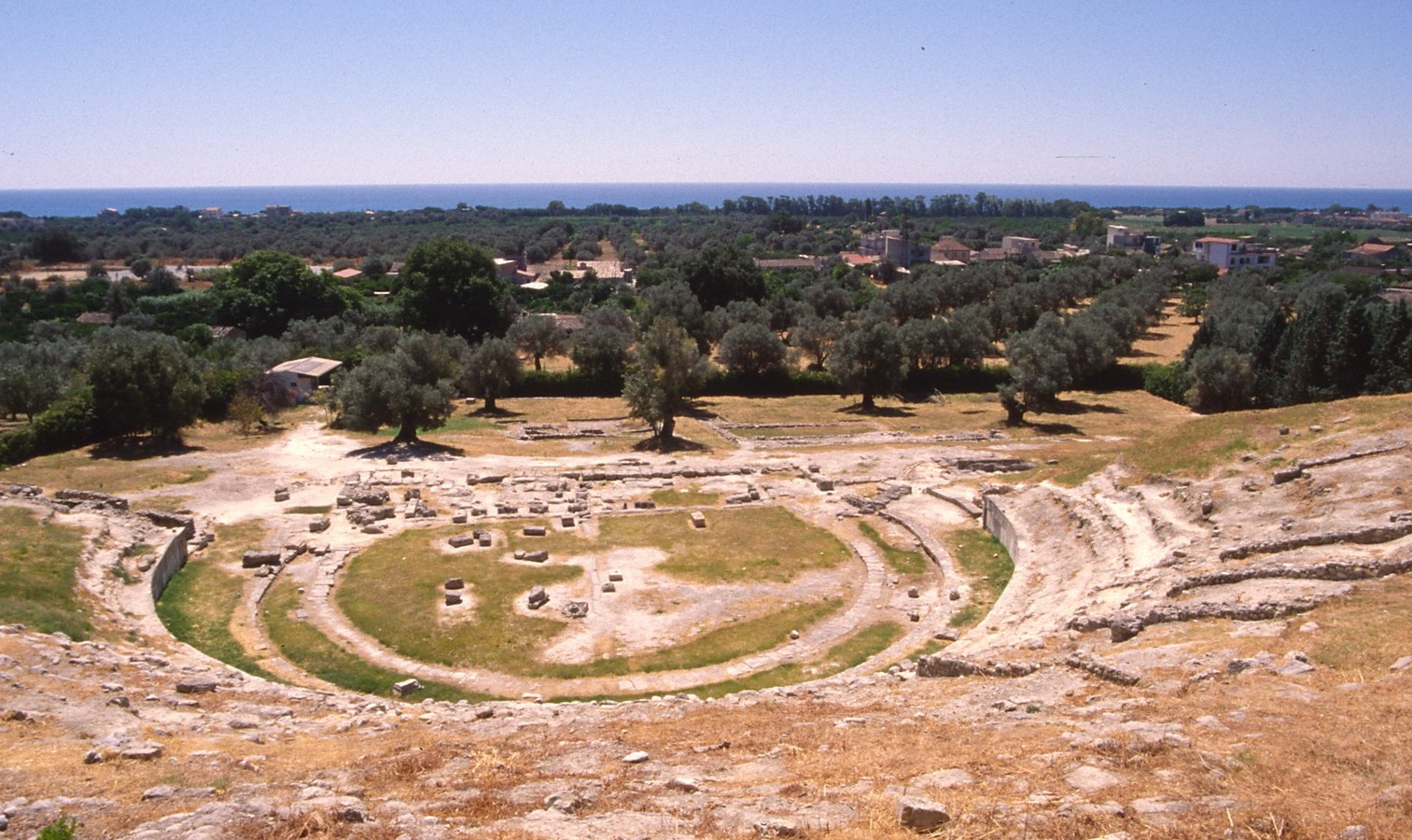
Théâtre romain de Locri.

- Théâtre romain de Locri.Zone archéologique de Locri Epizefiri (Locri) - VIIIe siècle av. J.-C. ;
- Zone archéologique de Kaulon (Monasterace)  - VIIe siècle av. J.-C. ;
- Zone archéologique de Metauria (Gioia Tauro) - VIIe siècle av. J.-C. ;
- Parc archéologique de Tauriana (Palmi) - VIIe siècle av. J.-C. ;
- Zone archéologique de Medma (Rosarno) - VIe siècle av. J.-C. ;
- Site archéologique de Mamertion (Oppido Mamertina) - IIIe siècle av. J.-C. ;
- Zone archéologique du Naniglio (Gioiosa Ionica) - IIIe siècle av. J.-C. ;
- Théâtre gréco-romain de Marina di Gioiosa Ionica (Marina di Gioiosa Ionica) - IIe siècle av. J.-C. ;
- Théâtre romain de Locri (Locri) - Ier siècle av. J.-C. ;
- Villa romaine de Casignana (Casignana) - Ier siècle av. J.-C. ;
- Synagogue de Bova Marina - IVe siècle ;
- Site archéologique du monastère Santa Barbara (Mammola) - Xe siècle.

### Espaces naturels
La proximité entre la mer et les montagnes de l'Aspromonte (parc national) confère à la métropole une certaine variété de paysages.

Certaines régions naturelles sont clairement identifiées, à la manière de la Costa Viola (« côte violette ») sur la côte tyrrhénienne, la Riviera dei Gelsomini (« côte des jasmins ») sur la côte ionienne, le Reggino (autour de Reggio) ouvert sur le détroit de Messine entre les deux, la Locride (autour de Locri), la plaine de Gioia Tauro ou encore les vallées du Torbido et du Stilaro.

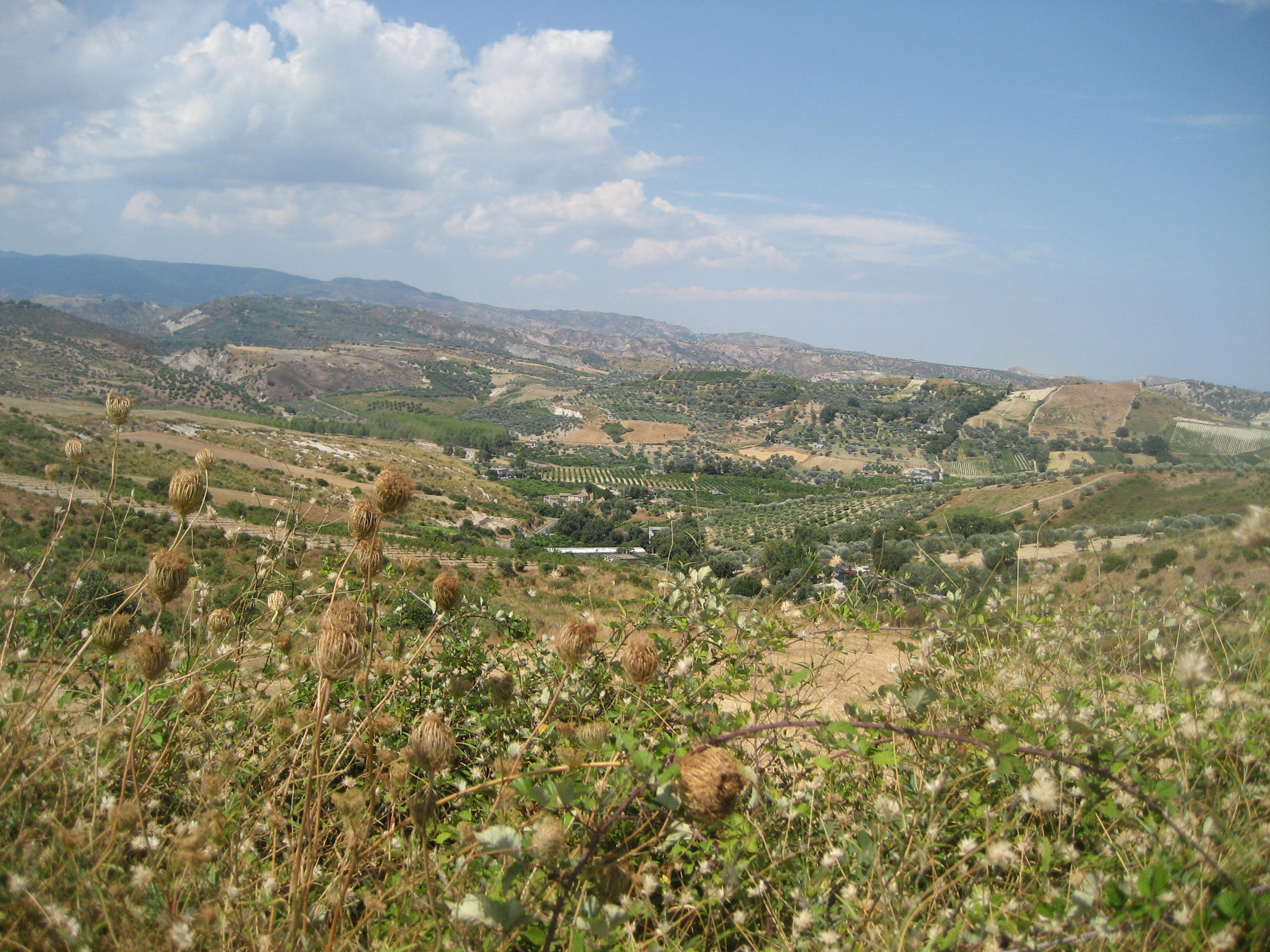
Paysages agricoles de la vallée du Stilaro.
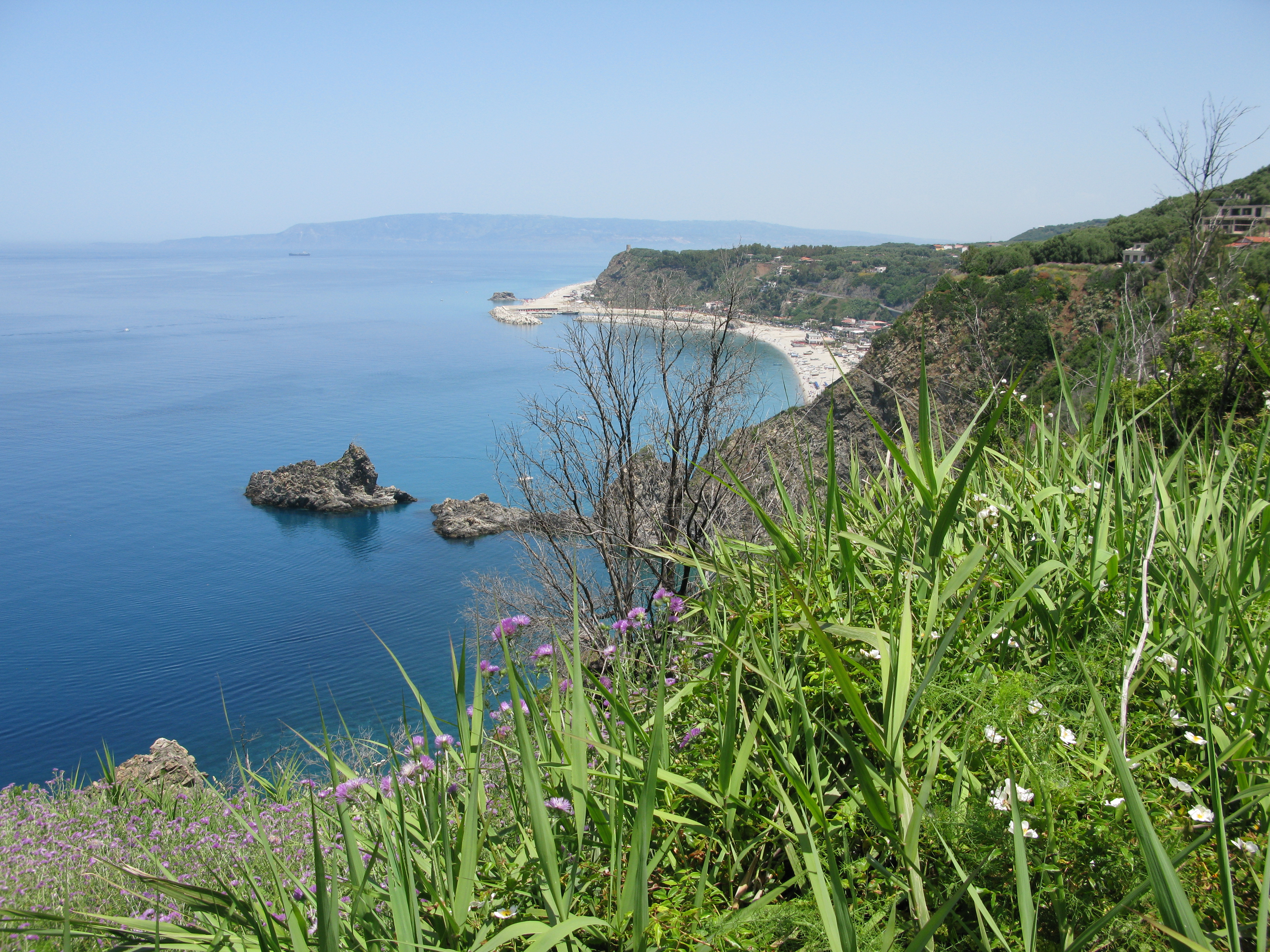
Costa Viola de Palmi.
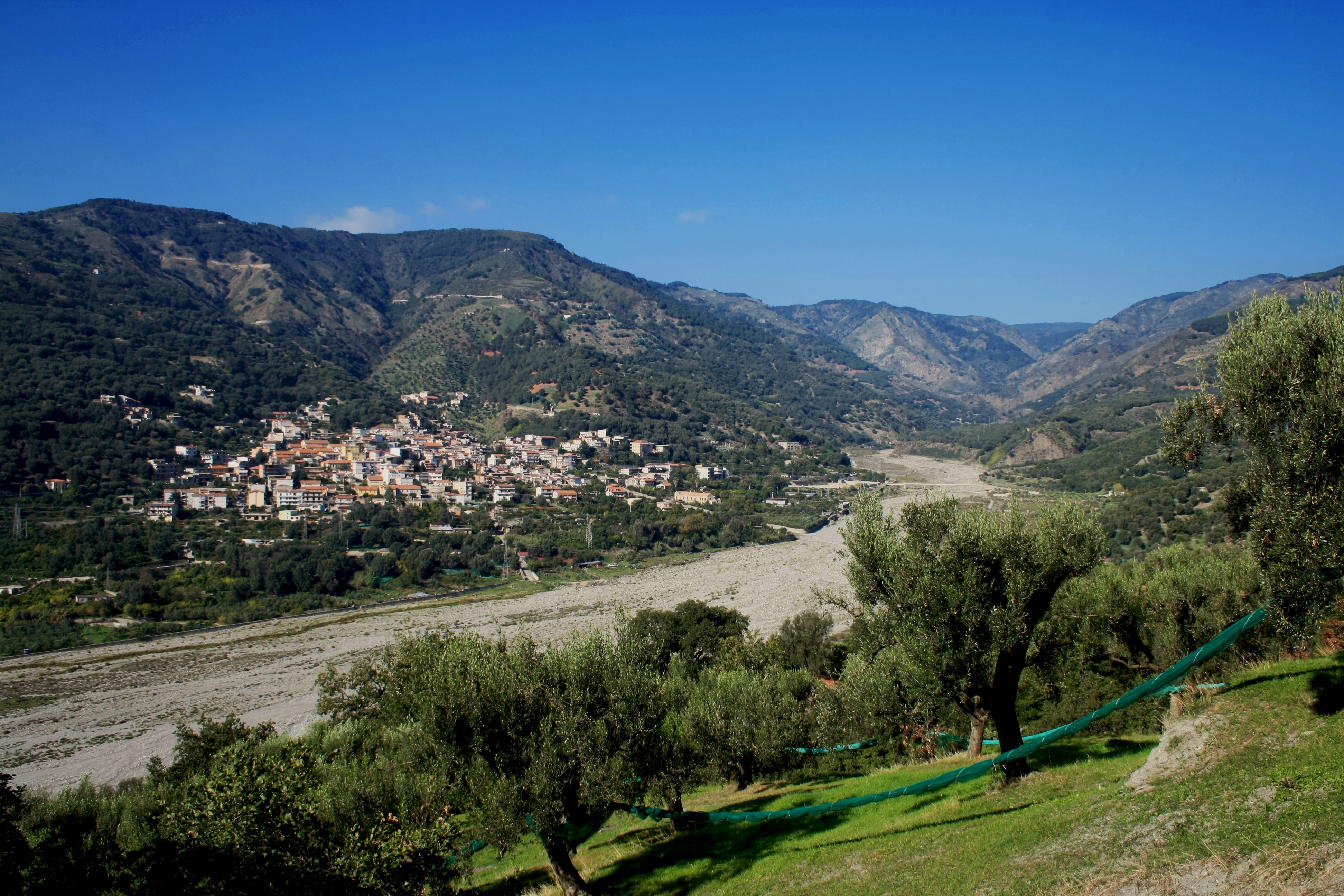
Fiumara Melito aux abords du village de Bagaladi.
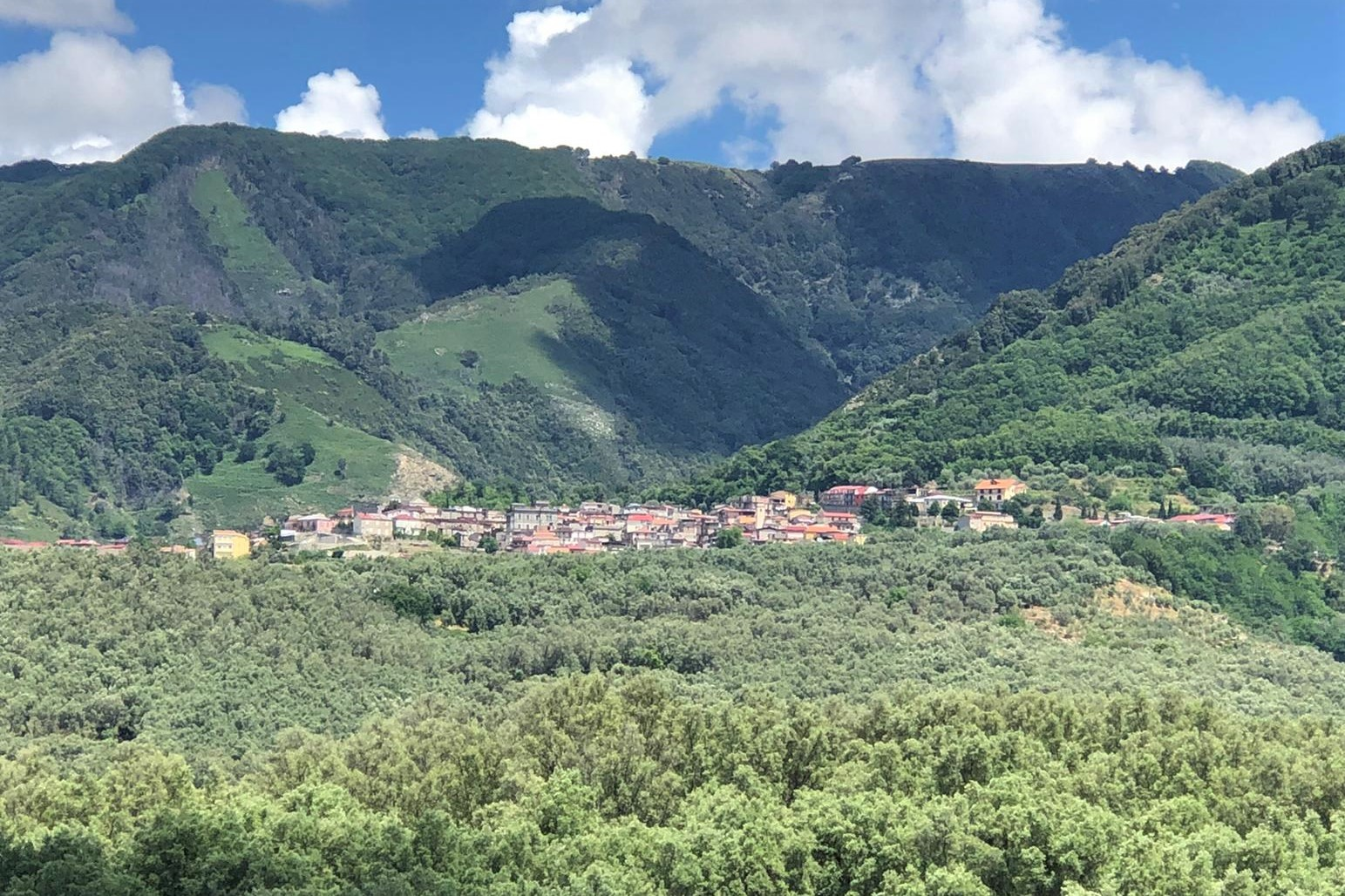
Vue de Santa Cristina dans le massif de l'Aspromonte.

## Société

### Minorités étrangères
Au 1er janvier 2021, 28 733 étrangers sont recensés sur le territoire métropolitain de Reggio de Calabre. Parmi les principales minorités étrangères :
- Roumanie : 7 130 hab. ;
- Maroc : 4 971 hab. ;
- Inde : 3 428 hab. ;
- Ukraine : 1 845 hab. ;
- Philippines : 1 458 hab.

### Langues

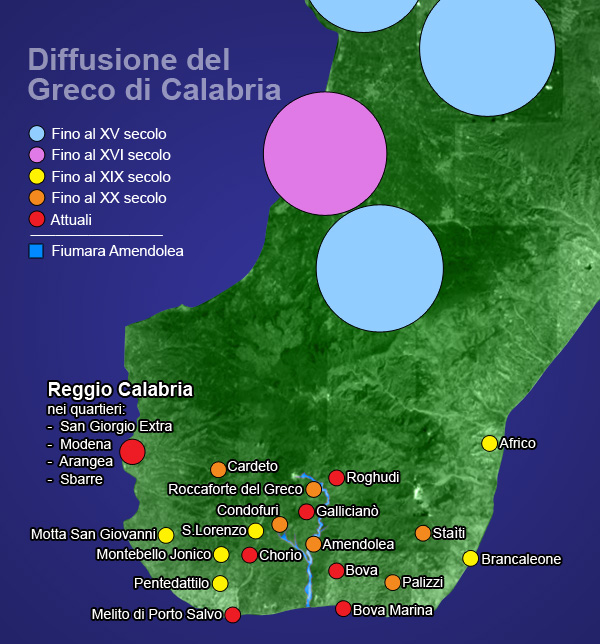
Répartition du grec de Calabre.

La population locale parle souvent le dialecte calabrais qui, comme la plupart des langues régionales en Italie, n'a toutefois aucun statut officiel.
Le calabrais méridional, dont fait partie le reggino (parlé dans et autour de Reggio), s'est formé à partir d'un substrat grec parlé par les premiers colons chalcidiens et qui, largement parlé jusqu'à l'époque byzantine, s'est enrichi du latin pas vraiment sous l'Empire mais dans l'ère médiévale après la conquête normande.
Jusqu'à l'époque moderne, c'est donc à un dialecte issu du grec ancien que l'on se réfère lorsqu'on parle du "calabrais méridional". Cependant, ce dialecte a progressivement disparu, supplanté à la fois par l'italien standard et les dialectes néolatins désormais beaucoup plus répandus à travers la Sicile et la Calabre, auxquels appartient le reggino, dont certaines spécificités le rapprochent des parlers siciliens. Cette forte influence sicilienne est notamment perceptible dans l'accent local.
Le dialecte reggino, parlé dans toute l'aire urbaine comprise entre Scilla et Bova, présente par exemple une absence de consonnes « dures » typiques du reste de la Calabre, et manifeste des correspondances linguistiques et lexicales avec le dialecte de Messine. En effet, le reggino et le messinese, très similaires, ne se distinguent entre eux que par quelques variations dans l'intonation et dans l'emploi de certaines consonnes.

#### Minorités linguistiques
Le grec est encore parlé dans la ville métropolitaine de Reggio. Autrefois répandu dans tout le sud de la Calabre, il se borne désormais à certains villages de la vallée d'Amendolea comme Bova, Bova Marina, Roghudi, Gallicianò, Chorìo di Roghudi et dans certains quartiers de Reggio tels que San Giorgio Extra-Moenia, Modena, Sbarre et Arangea en raison de l'exode rural.

### Religions
Si les habitants de la ville métropolitaine de Reggio de Calabre sont essentiellement catholiques, la province accueille également un grand nombre de sites grecs-orthodoxes en raison de son passé byzantin : monastère San Giovanni Théristis à Bivongi, monastère Sant'Elia lo Speleota à Melicuccà et monastère Santi Elia e Filarete à Seminara, tous en activité et abritant chacun une communauté de moines.

## Culture

### Bibliothèques
- Palazzo Spinelli, siège du rectorat de l'université méditerranéenne de Reggio de Calabre.Bibliothèque « Pietro-de-Nava » ;

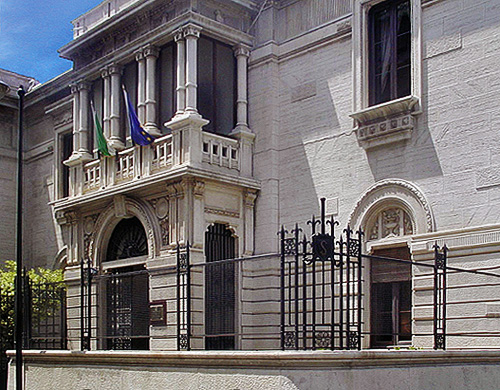
Palazzo Spinelli, siège du rectorat de l'université méditerranéenne de Reggio de Calabre.

- Bibliothèque des archives d'État ;
- Bibliothèque du conseil régional de Calabre.

### Universités
- Université méditerranéenne (UNIRC) ;
- Université pour étrangers « Dante-Alighieri » (UNISTRADA) ;
- Académie des beaux-arts de Reggio de Calabre ;
- Conservatoire « Francesco-Cilea » ;
- École supérieure d'administration publique (SSPA).

### Musées

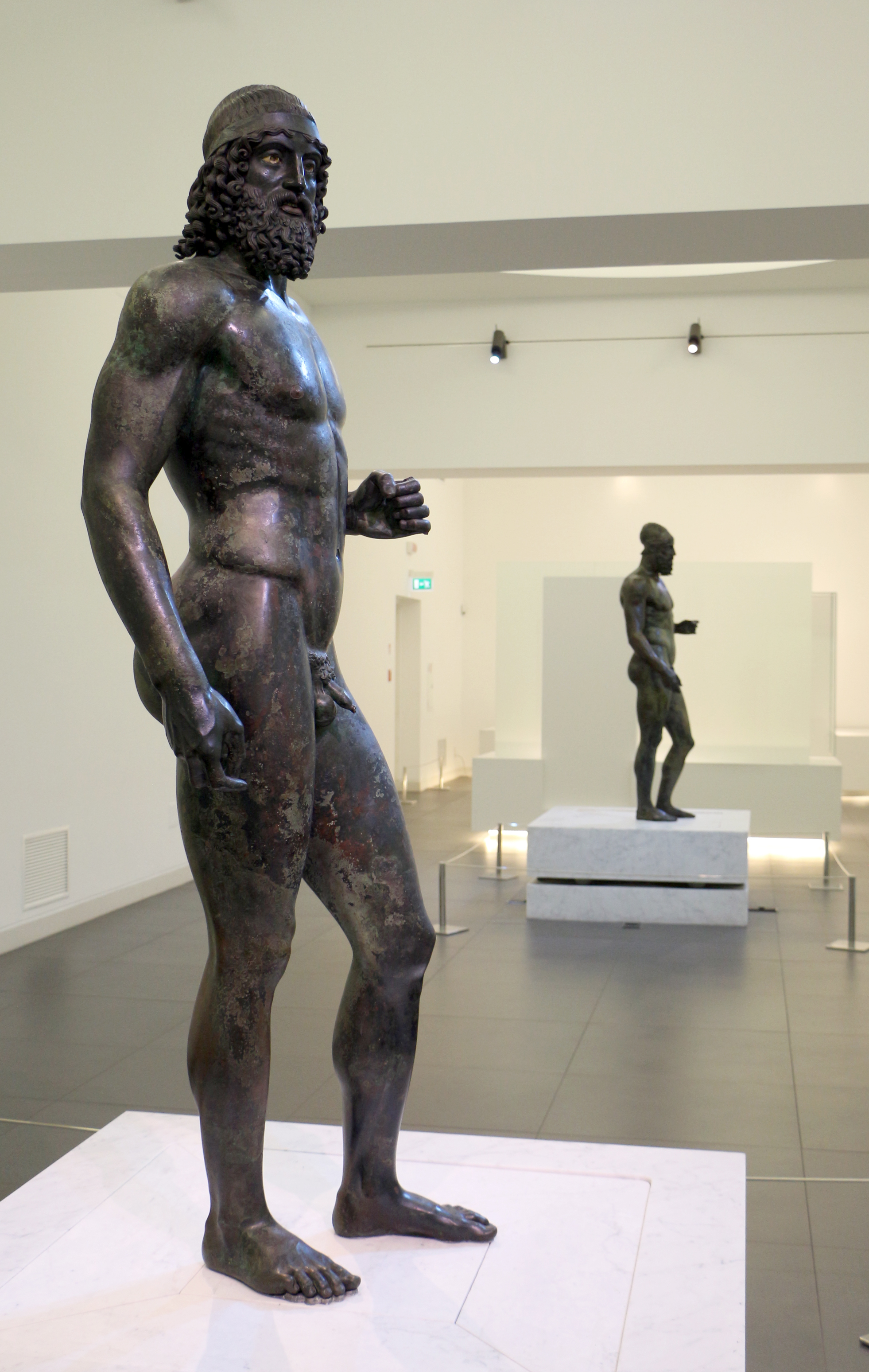
Les bronzes de Riace, icônes du musée archéologique de Reggio ; au premier plan, la statue A ("le jeune") ; à l'arrière, la statue B ("le vieux").
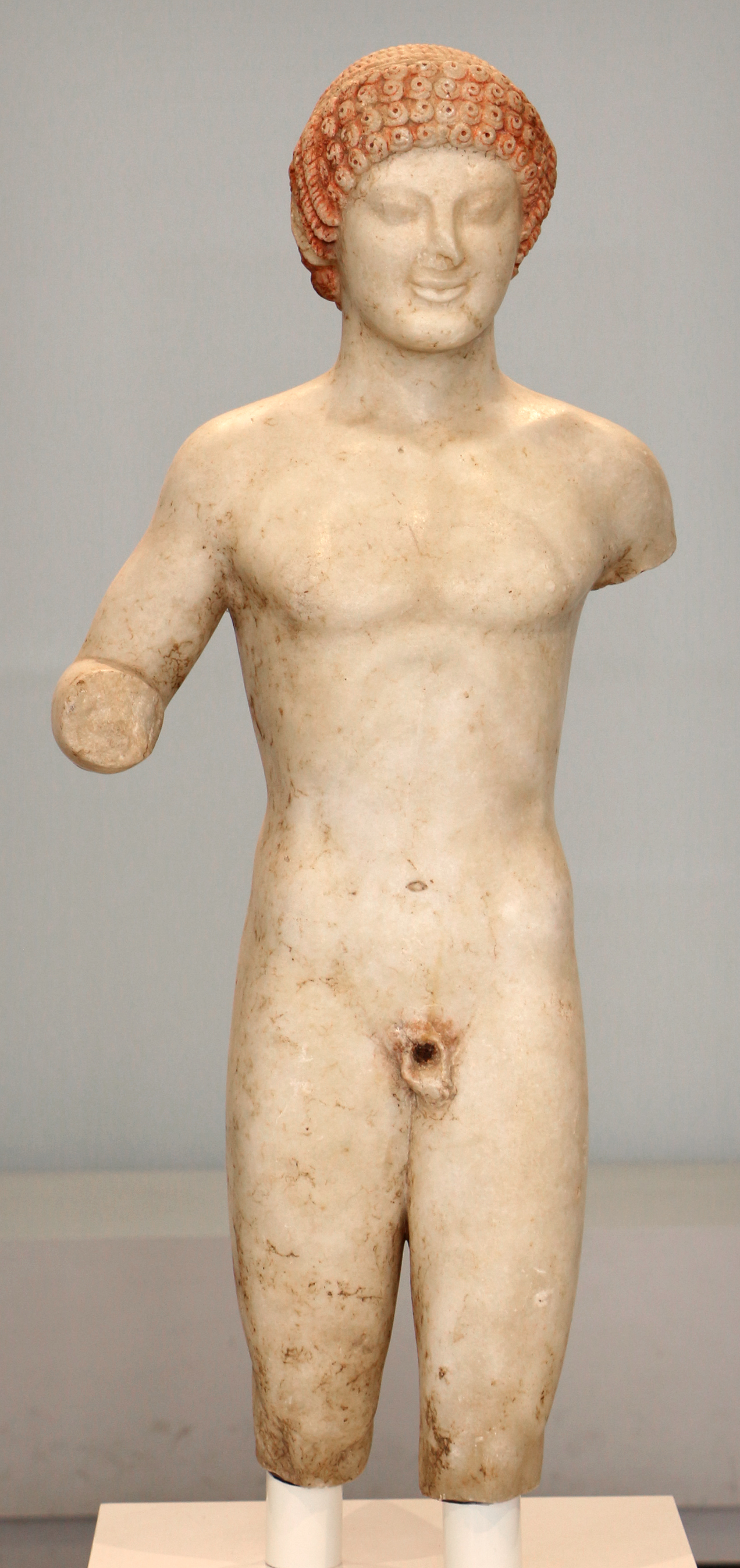
Le kouros de Reggio.

#### Reggio de Calabre
- Musée archéologique national (MArRC), expose de nombreuses trouvailles archéologiques, essentiellement d'origine grecque, dont les fameux bronzes de Riace ;
- Pinacothèque civique ;
- Musée San Paolo ;
- Musée diocésain, sur le flanc de la cathédrale ;
- Musée de l'artisanat textile, de la soie, du costume et de la mode calabraise ;
- Musée des agrumes ;
- Villa Zerbi.

#### Ville métropolitaine
- Musée Archeoderi (Bova Marina) ;
- Musée diocésain (Gerace) ;
- Musée national de Locri Epizefiri (Locri) ;
- Monastère Santa Barbara (Mammola) ;
- Musée diocésain (Oppido Mamertina) ;
- Maison de la Culture « Leonida-Rèpaci » (Palmi) ;
- Musée archéologique de Medma (Rosarno).

### Théâtres

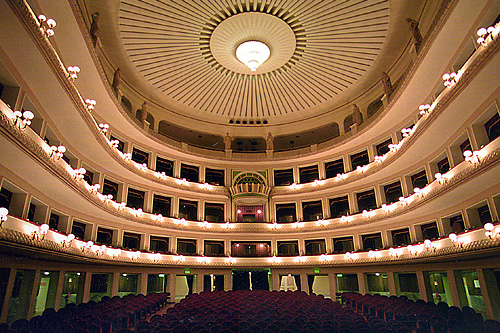
Salle du théâtre Francesco-Cilea.

- Salle du théâtre Francesco-Cilea.Théâtre Francesco-Cilea de Reggio de Calabre (capacité d'accueil : 1 500 places).

### Musique
Parmi les principaux événements musicaux de la métropole figurent le festival de jazz de Roccella Ionica, le prix Mia Martini de Bagnara Calabra, le prix Mino Reitano de Fiumara di Muro et la Paleariza.
Depuis 1980, Roccella Ionica accueille un festival de jazz tous les mois d'août, les « Rumori Mediterranei », où se produisent des artistes mondialement célèbres.
Le prix Mia Martini est créé en 1995 à Bagnara Calabra, lieu de naissance de la chanteuse du même nom, par la volonté du réalisateur Nino Romeo en mémoire de son amie décédée et de valoriser et promouvoir la culture du chant et de la musique, en offrant aux jeunes participants l'occasion de rencontrer des opérateurs artistiques, culturels et professionnels du secteur.
Depuis 2009, le prix international Mino Reitano a lieu tous les mois d'août à Fiumara di Muro en hommage au chanteur natif de la ville.
Le Paleariza, dont le nom signifie « racines anciennes » en grec de Calabre,  est un festival ethnoculturel et musical célébré chaque année dans l'aire grécanique de la ville métropolitaine.

### Cuisine

#### Plats typiques

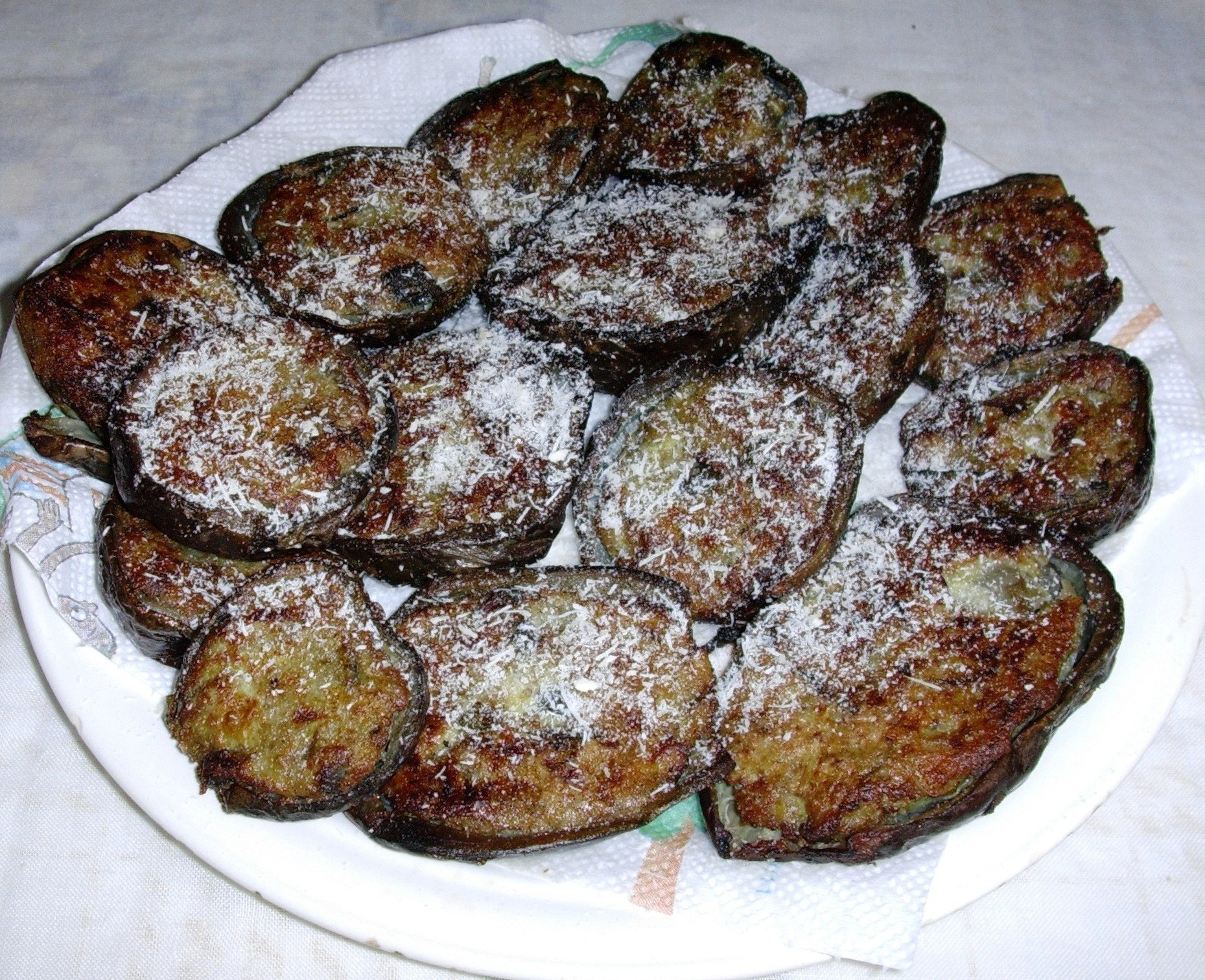
Assiette d'aubergines farcies.

La cuisine locale ne diffère guère de celle du reste du Mezzogiorno italien et se caractérise par l'utilisation massive de sauce tomate et d'huile d'olive. Parmi les spécifiés notables, on trouve :
- La stroncatura, forme de pâtes née à Gioia Tauro, souvent consommée avec des anchois, de l'huile d'olive et du piment ;
- L'espadon alla ghiotta, préparé avec des tomates cerises, de l'oignon, des olives vertes ou noires et des câpres ;
- Les aubergines et piments farcis à la sauce tomate et au fromage, parfois avec de la viande ou du poisson ;
- La pasta al forno (pâtes au four), pâtes à la sauce tomate et au fromage cuites au four ;
- Les zippuli, mélange d'écrasé de pommes de terre et d'anchois salés frits avec de la chapelure.

#### Desserts

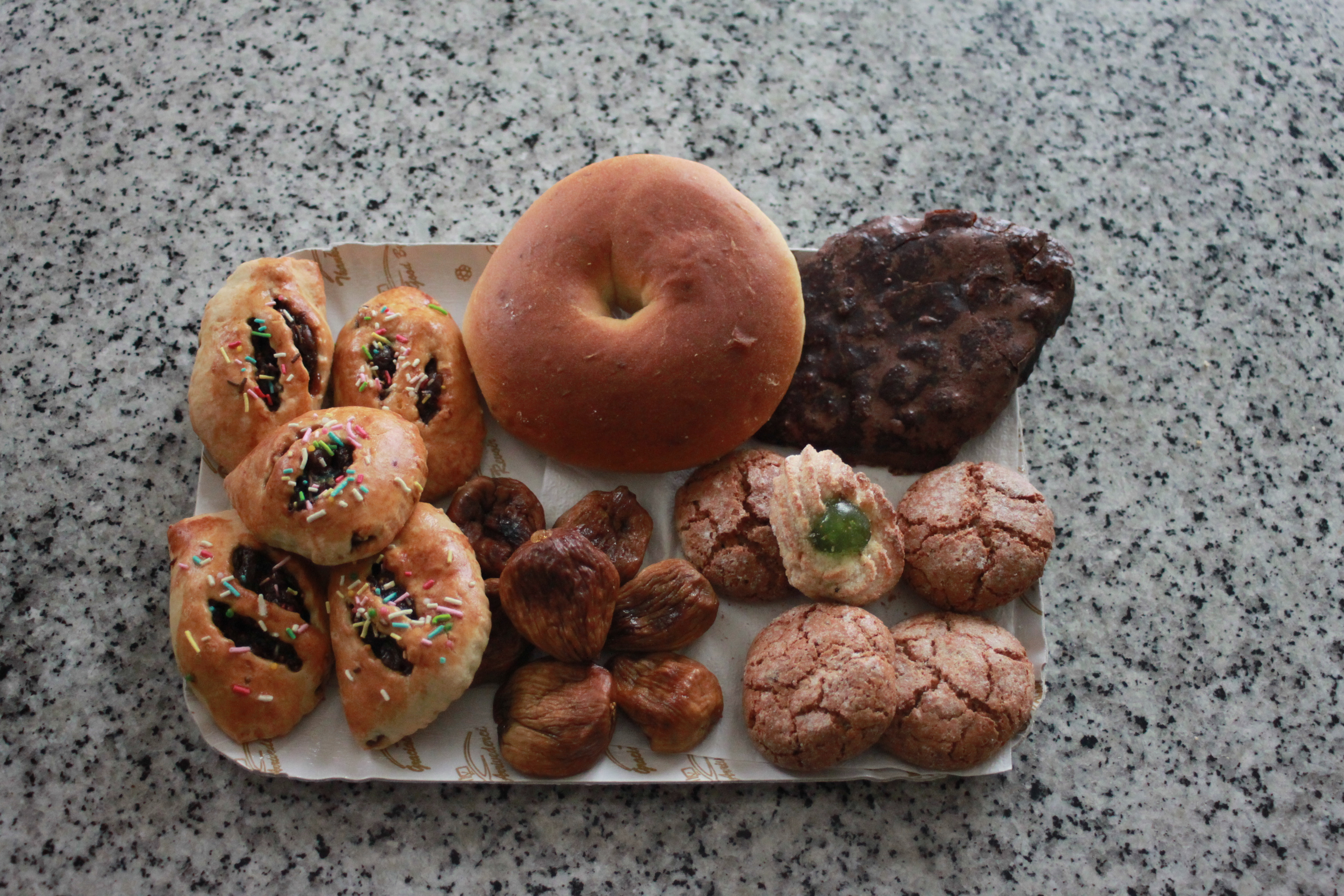
Assortiment de desserts (amaretti, pitta, petrali, figues séchées et biscotti).

Les desserts traditionnellement servis sur les tables de la région lors des jours de fête font la part belle au miel et aux amandes :
- La 'nzudda, gâteau au miel et aux figues séchées qui peut prendre des formes très variées, souvent vendus par les marchands ambulants ;
- Les petrali, petits gâteaux fourrés à la confiture de figue et aux éclats de noix puis saupoudrés de sucre ;
- Les struffoli, ou pignolata, boulettes de pâte sucrée frites à l'huile d'olive et nappées de miel ;
- Le torrone, type de nougat au miel et aux amandes consommé dans la période de Noël, celui préparé à Bagnara bénéficie d'un label d'origine protégée et un festival lui est consacré à Taurianova.

#### Vins
- Bivongi rouge (DOC) ;
- Pellaro ;
- Arghillà ;
- Scilla ;
- Palizzi, sur la côte ionienne ;
- Greco di Bianco.

### Événements et festivités

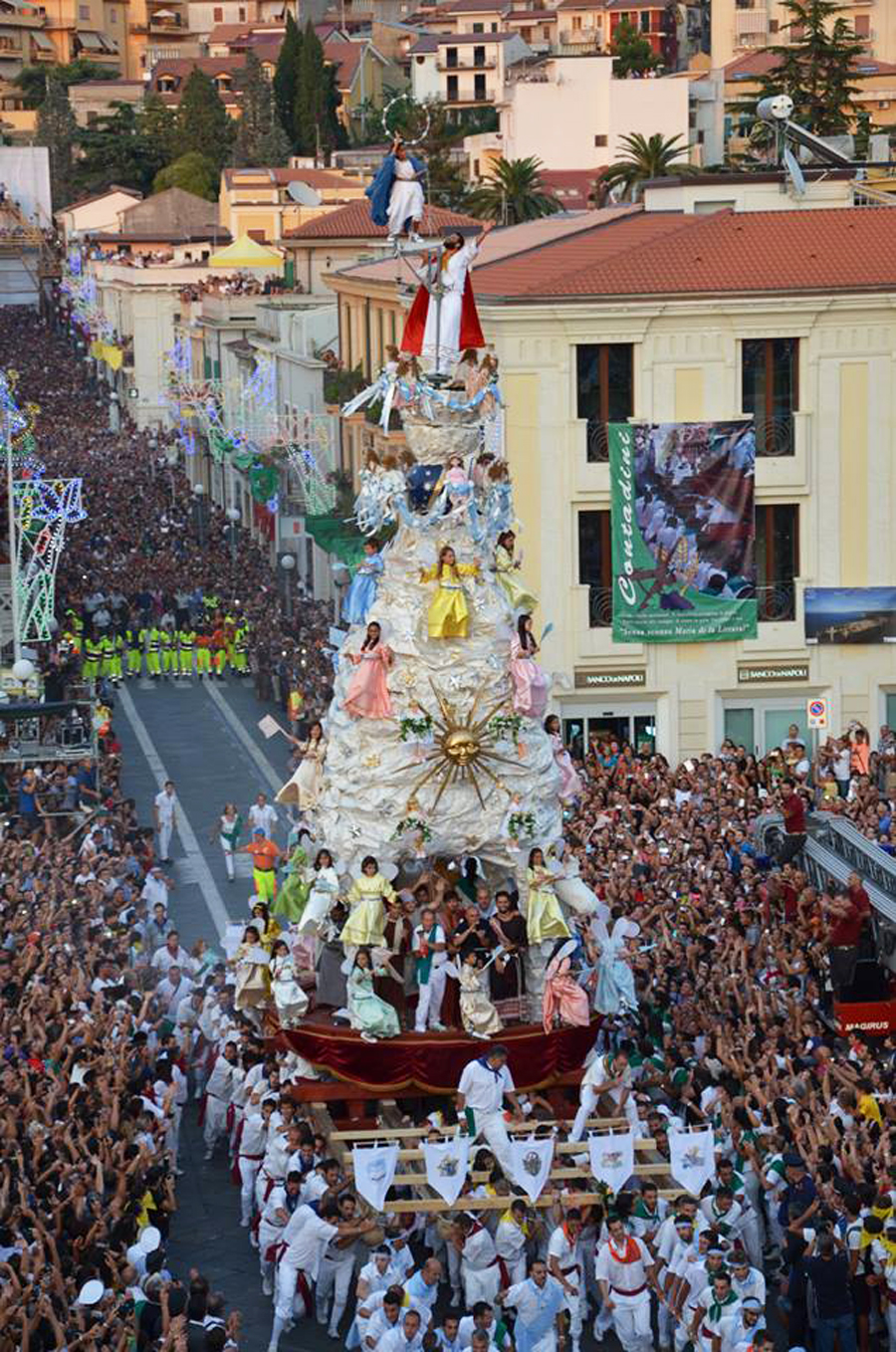
Procession de la Varia di Palmi.

Le calendrier de la métropole est marqué par certaines festivités (souvent religieuses) particulièrement importantes rassemblant un très grand public :
- 11 février - fête de la Culture (Reggio de Calabre) ;
- Printemps (date indéfinie) - Reggio Calabria Filmfest, rétrospectives sur le cinéma italien (Reggio de Calabre) ;
- 3 mai - fête du Santissimo Crocifisso (Palmi) ;
- Été (date indéfinie) - festival du Détroit, concerts et représentations sur l'Arena dello Stretto (Reggio de Calabre) ;
- 16 juillet - fête de Maria Santissima del Carmelo (Palmi) ;
- Août (date indéfinie) - Paleariza, festival ethnoculturel et musical célébrant les racines grecques de la région (Bovesia) ;
- Août (date indéfinie) - Roccella Jazz Festival (Roccella Ionica) ;
- 1er dimanche d'août - fête de Maria Santissima del Soccorso (Palmi) ;
- 16 août - fête de San Rocco et corteo degli spinati (« cortège des barbelés ») (Palmi) ;
- Dernier dimanche d'août - fête de la Madonna della Sacra Lettera, lors de laquelle se déroule certaines années la Varia di Palmi, procession géante inscrite au patrimoine culturel immatériel de l'UNESCO (Palmi)[4] ;
- 7-9 septembre - fête de Maria Santissima della Montagna (Taurianova) ;
- 2e samedi de septembre - fête de la Madonna della Consolazione, patronne de la ville (Reggio de Calabre) ;
- Septembre/octobre - concours littéraire international (Palmi) ;
- 8 décembre - fête de Maria Santissima Immacolata (Palmi).

## Géographie anthropique

### Municipalités métropolitaines
Il y a 97 municipalités dans la ville métropolitaine :

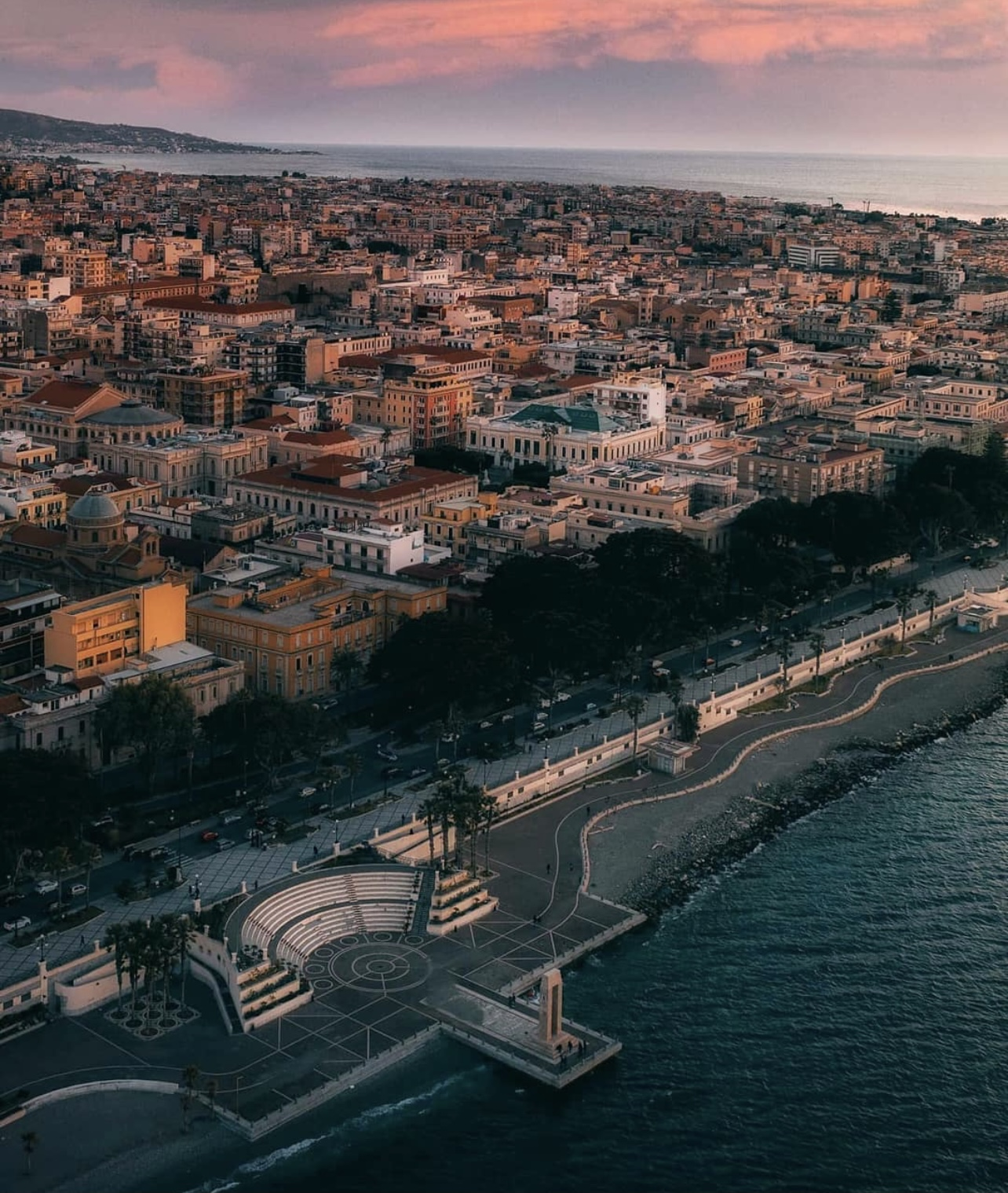
Vue aérienne de Reggio de Calabre.

| - Africo - Agnana Calabra - Anoia - Antonimina - Ardore - Bagaladi - Bagnara Calabra - Benestare - Bianco - Bivongi - Bova - Bova Marina - Bovalino - Brancaleone - Bruzzano Zeffirio - Calanna - Camini - Campo Calabro - Candidoni - Canolo - Caraffa del Bianco - Cardeto - Careri - Casignana - Caulonia | - Ciminà - Cinquefrondi - Cittanova - Condofuri - Cosoleto - Delianuova - Feroleto della Chiesa - Ferruzzano - Fiumara - Galatro - Gerace - Giffone - Gioia Tauro - Gioiosa Ionica - Grotteria - Laganadi - Laureana di Borrello - Locri - Mammola - Marina di Gioiosa Ionica - Maropati - Martone - Melicucco - Melicuccà - Melito di Porto Salvo | - Molochio - Monasterace - Montebello Ionico - Motta San Giovanni - Oppido Mamertina - Palizzi - Palmi - Pazzano - Placanica - Platì - Polistena - Portigliola - Reggio de Calabre - Riace - Rizziconi - Roccaforte del Greco - Roccella Ionica - Roghudi - Rosarno - Samo - San Ferdinando - San Giorgio Morgeto - San Giovanni di Gerace - San Lorenzo - San Luca | - San Pietro di Caridà - San Procopio - San Roberto - Sant'Agata del Bianco - Sant'Alessio in Aspromonte - Sant'Eufemia d'Aspromonte - Sant'Ilario dello Ionio - Santa Cristina d'Aspromonte - Santo Stefano in Aspromonte - Scido - Scilla - Seminara - Serrata - Siderno - Sinopoli - Staiti - Stignano - Stilo - Taurianova - Terranova Sappo Minulio - Varapodio - Villa San Giovanni |

### Communes les plus peuplées
| Commune           | Population (hab.) | Superficie (km2) | Densité (hab./km2) | Altitude moy. (m) |
| ----------------- | ----------------- | ---------------- | ------------------ | ----------------- |
| Reggio de Calabre | 170 951           | 239              | 715                | 31                |
| Gioia Tauro       | 19 179            | 40               | 481                | 29                |
| Palmi             | 18 069            | 32               | 563                | 228               |
| Siderno           | 17 601            | 32               | 552                | 10                |
| Taurianova        | 14 830            | 49               | 305                | 210               |

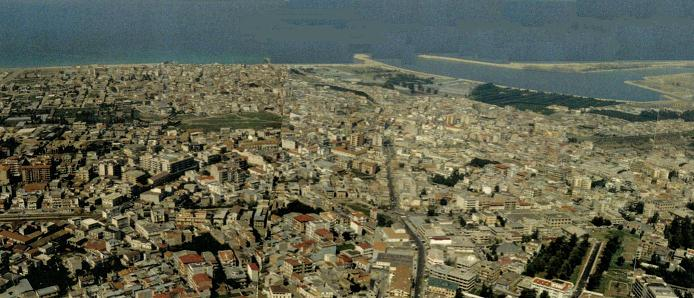
Gioia Tauro.
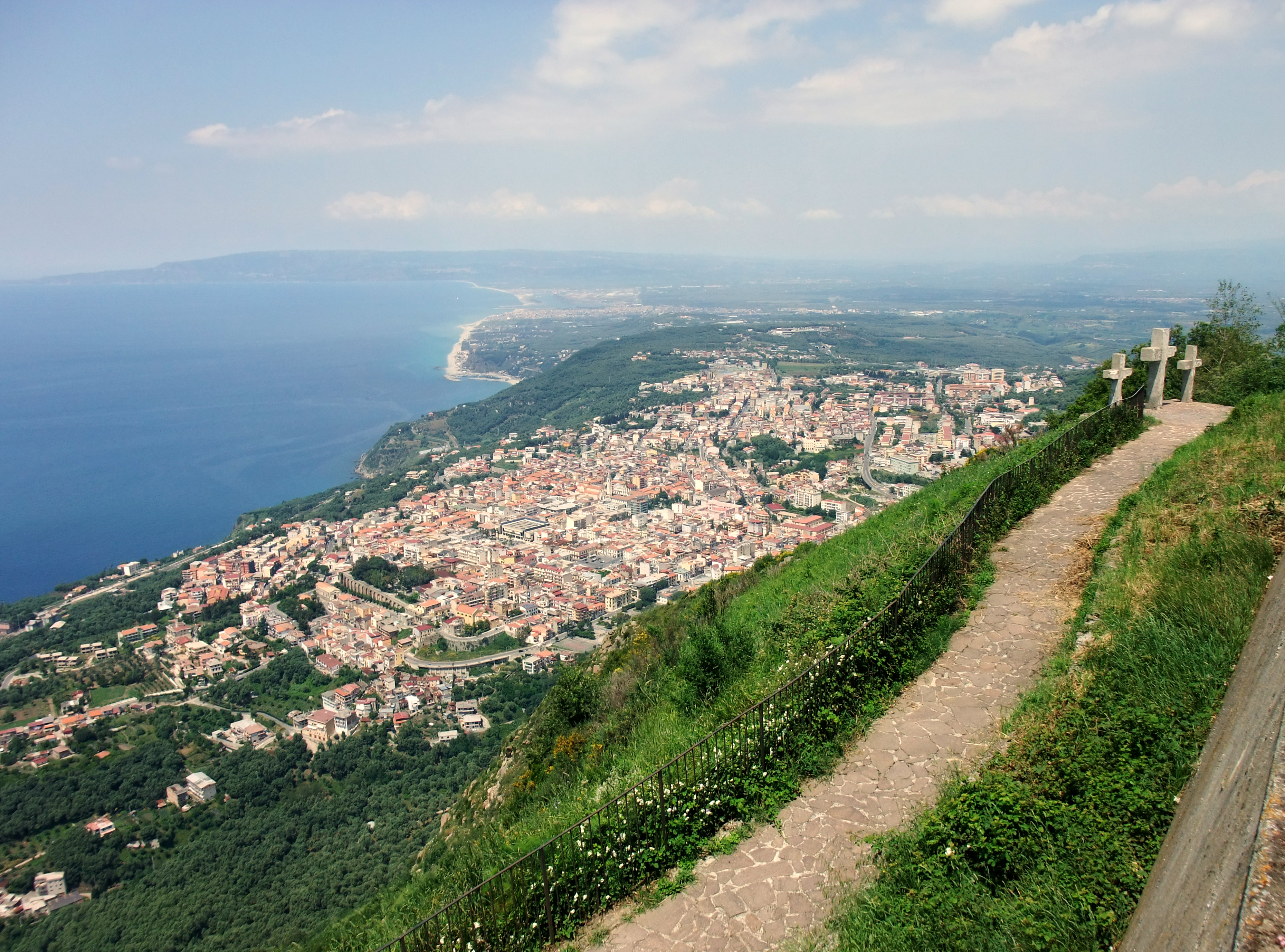
Palmi.
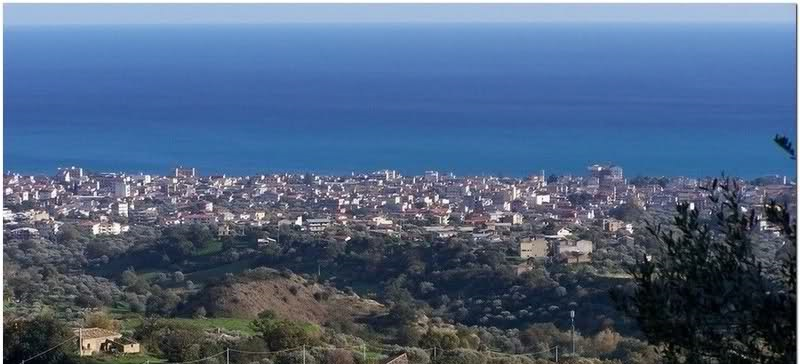
Siderno.

Staiti, avec ses 184 habitants, est à la fois la commune la moins peuplée de la métropole et de toute la Calabre.

## Économie

### Agriculture

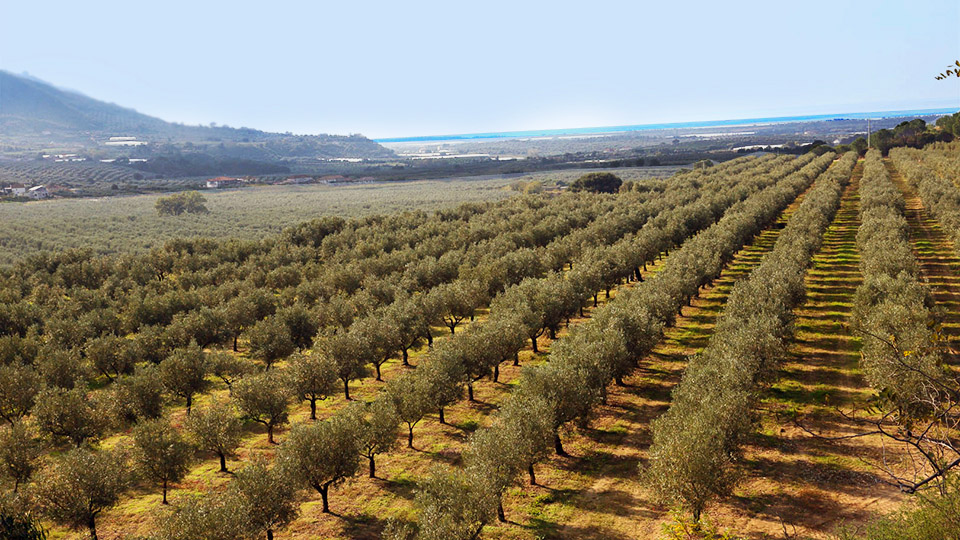
Oliveraie calabraise.

- Oliveraie calabraise.Culture de la bergamote, agrume qui pousse exclusivement sur la bande côtière entre Catona et Monasterace, pour la production de l'huile essentielle de bergamote de Reggio Calabria DOP ;
- Culture de l'olivier et production d'huile d'olive, principalement dans la plaine de Gioia Tauro et la vallée du Tuccio ;
- Production de vins DOC : Bivongi blanc, rouge ou rosé et Greco di Bianco ; vins IGT : Arghillà, Palizzi, Pellaro, Scilla ;
- Production d'agrumes ;
- Les conditions climatiques du détroit de Messine permettent également la culture de l'annona, fruit exotique originaire d'Amérique du Sud ne poussent nulle part ailleurs en Europe hormis quelques régions du sud de l'Espagne.

### Industrie
Les industries locales sont concentrées sur la côte tyrrhénienne, de la plaine de Gioia jusqu'au détroit et à Saline Ioniche. Ainsi, le port de Gioia Tauro, « cathédrale dans le désert », embryon d'un complexe inachevé, représente une grande opportunité pour la métropole.
Les principaux pôles industriels sont :
- Zone industrielle de Gioia Tauro-Rosarno-San Ferdinando, étendue sur 1 483 ha autour du port, où sont implantées des entreprises orientées dans la transformation alimentaire, du bois et des métaux ;
- Zone de l'ASI (Area Sviluppo Industriale), couvrant 550 000 m2 dans la seule commune de Reggio et encore 870 000 m2 entre Villa San Giovanni et Campo Calabro, dont la production est orientée vers la fabrication de matières plastiques et chimiques, de locomotives et autre matériel ferroviaire ainsi que la transformation agroalimentaire.

### Commerce
La ville de Reggio ainsi que celles de Gioia Tauro pour la côte tyrrhénienne et Siderno pour la côte ionienne disposent de grands centres commerciaux et d'affaires d'importance régionale. Le commerce représente l'une des principales sources d'emploi pour l'ensemble de la métropole.

### Tourisme

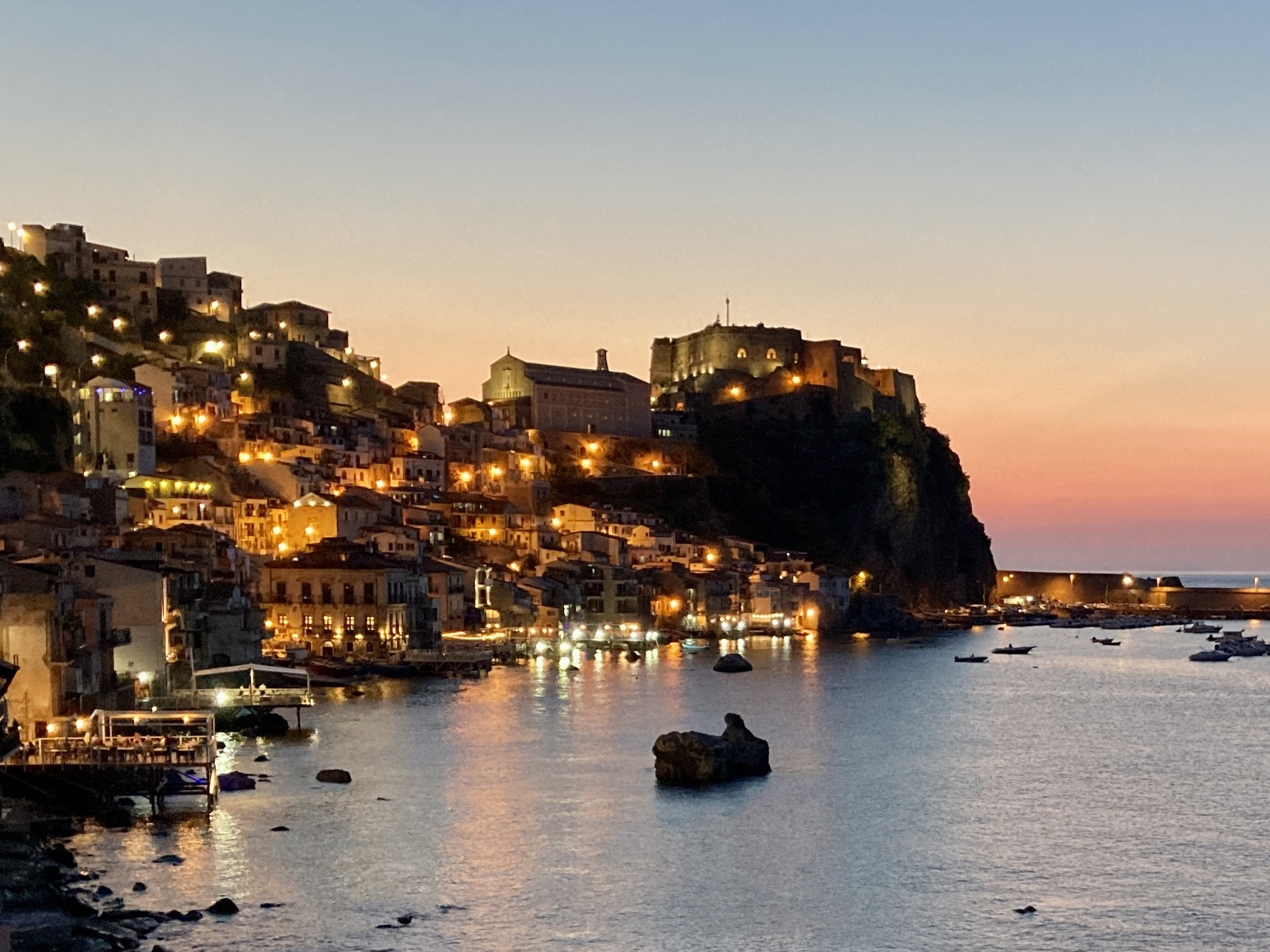
Village de Scilla.

- Arena dello Stretto, sur le lungomare de Reggio.Village de Scilla.Reggio de Calabre, chef-lieu provincial positionné sur le détroit de Messine, attire les touristes grâce à sa promenade du bord de mer à quelques kilomètres de la Sicile et à son musée national où sont notamment exposés les bronzes de Riace ;

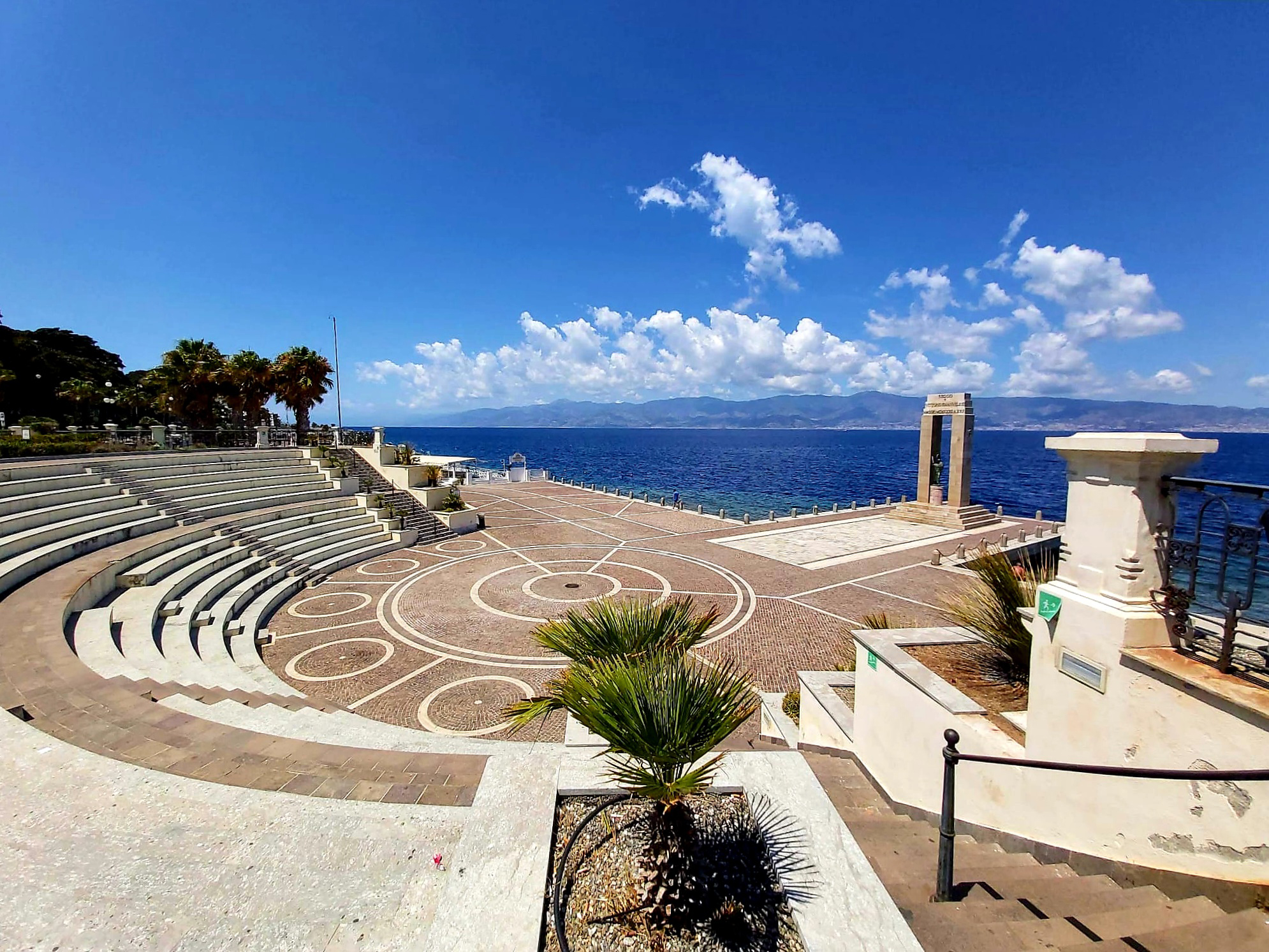
Arena dello Stretto, sur le lungomare de Reggio.

- Scilla, village de pêcheurs sur la côte tyrrhénienne dont les eaux anciennement redoutées en raison de la présence de la créature mythique du même nom sont désormais renommées pour la pêche à l'espadon (classé parmi les plus beaux villages d'Italie) ;
- Parc national de l'Aspromonte, massif montagneux encerclé par la mer sur trois côtés (le détroit de Messine peut être aperçu à 1 450 m d'altitude à la station de Gambarie) et parsemé de bourgs anciens à l'image de Pentedattilo, village fantôme au pied d'une éminence géologique à 30 km au sud de Reggio ;
- Bova, « capitale » de la Calabre grécanique située dans la vallée de l'Amendolea, sur le versant ionien (classé parmi les plus beaux villages d'Italie) ;
- Gerace, bourg ancien de la Locride comprenant des habitations creusées dans la roche, un château normand, une dizaine d'églises dont une cathédrale du XIe siècle et des portes baroques (classé parmi les plus beaux villages d'Italie) ;
- Stilo, village médiéval de l'arrière-pays ionien, lieu de naissance du philosophe Tommaso Campanella abritant un château normand ainsi qu'une église byzantine, la Cattolica (classé parmi les plus beaux villages d'Italie).

## Infrastructures et transports

### Transport routier

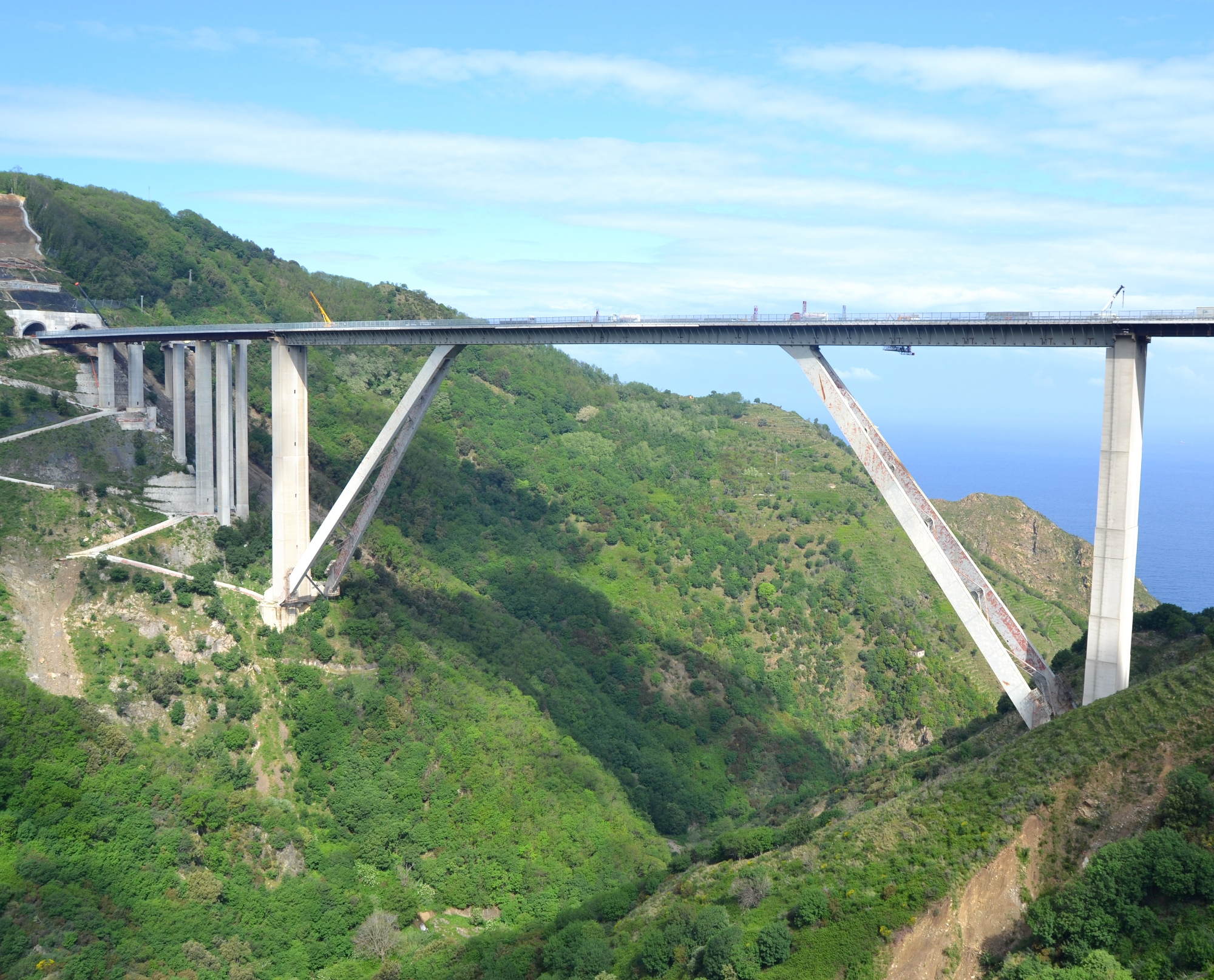
Viaduc sur l'autoroute A2.

- Viaduc sur l'autoroute A2.Autoroute A2 (Naples ↔ Reggio de Calabre) ;
- Raccord autoroutier 4 (Autoroute A2 ↔ RN106) ;
- Route nationale 18, littoral tyrrhénien (Naples ↔ Reggio de Calabre) ;
- Route nationale 106, littoral ionien (Reggio de Calabre ↔ Tarente) ;
- Route nationale 682 (côte ionienne, Marina di Gioiosa Ionica ↔ côte tyrrhénienne, Rosarno).

### Transport ferroviaire
- Ferrovie dello Stato Italiane :
  - Ferrovia tyrrhénienne (Reggio de Calabre ↔ Battipaglia) ;
  - Ferrovia ionienne (Reggio de Calabre ↔ Tarente) ;
  - Desserte maritime entre Villa San Giovanni et Messine ;
  - Inauguration en 2007 du train de banlieue Melito di Porto Salvo ↔ Reggio de Calabre ↔ Villa San Giovanni qui dessert le littoral de l'aire métropolitaine de Reggio.
- Ferrovie della Calabria :
  - Gioia Tauro ↔ Cinquefrondi ;
  - Gioia Tauro ↔ Palmi.

### Transport aérien

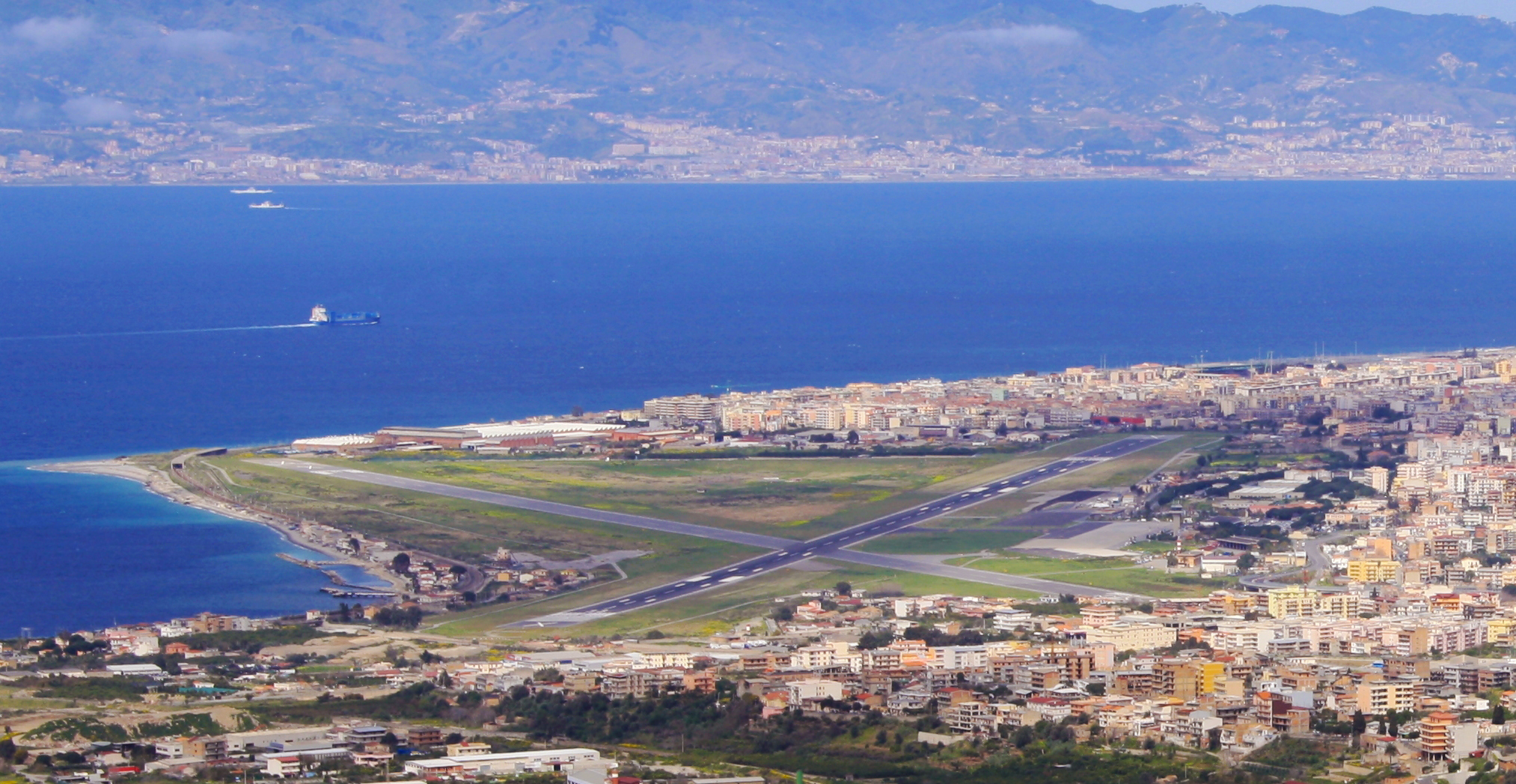
L'aéroport de Reggio de Calabre.

L'aéroport « Tito-Minniti » de Reggio de Calabre dessert les deux villes métropolitaines de Reggio et de Messine.

### Transport maritime

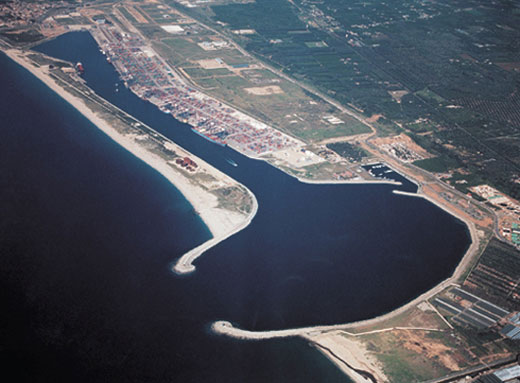
Le port de Gioia Tauro.

- Le port de Gioia Tauro.Port de Reggio, l'un des plus importants de la région, connecté à Malte, aux îles Éoliennes et à Messine, les ferries assurant un trafic intense entre les deux cités du détroit avec plus de 10 millions de passagers par an ;
- Port de Villa San Giovanni, débarcadère des bateaux Caronte & Tourist, qui assurent la liaison ferroviaire et le plus gros du trafic national entre la péninsule italienne et la Sicile ;
- Port de Gioia Tauro, créé à l'origine pour desservir un centre sidérurgique qui n'a jamais été construit, est reconverti en port de commerce, siège de l'autorité portuaire régionale ;
- Port de Palmi, pêche et tourisme sur la Costa Viola, plus grand port de plaisance de la côte tyrrhénienne dans la métropole ;
- Port de Roccella Ionica, pêche et tourisme, plus grand port de plaisance de la côte ionienne dans la métropole.

## Administration

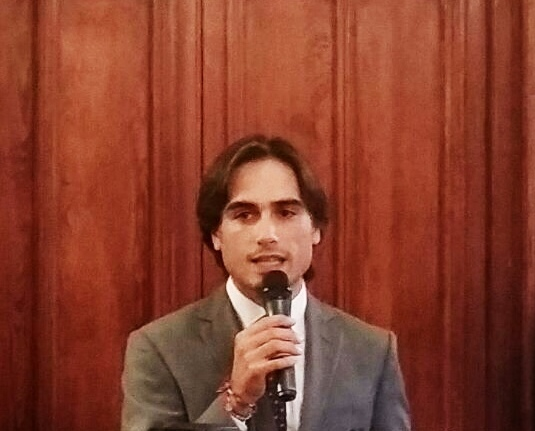
Giuseppe Falcomatà, maire métropolitain actuel.

La cité métropolitaine est dirigée par un maire et quatorze conseillers élus pour cinq ans par les conseillers municipaux de l'ensemble des communes formant la métropole. Le siège du conseil est situé au palais Corrado-Alvaro à Reggio de Calabre.
| Période          | Période         | Identité           | Étiquette       | Qualité                                  |
| ---------------- | --------------- | ------------------ | --------------- | ---------------------------------------- |
| 2 février 2017   | En cours        | Giuseppe Falcomatà | Parti démocrate | Maire de Reggio de Calabre (depuis 2014) |
| 19 novembre 2021 | 25 octobre 2023 | Carmelo Versace    | Action          | intérim                                  |